# Lena Park
Lena Park (리나 박?), pseudonimo di Park Jung-hyun (박정현?, 朴正炫?) (Los Angeles, 23 marzo 1976), è una cantautrice e compositrice sudcoreana.

## Biografia
Lena Park è nata a Los Angeles nel 1976 da genitori sudcoreani emigrati negli Stati Uniti. Inizia a cantare da adolescente nel coro della chiesa di suo padre a Downey in California.
Insieme ai fratelli Uriah e Brian, impara a suonare il sassofono, il pianoforte e la chitarra. Nel 2010 si laurea cum laude in lingua inglese e letteratura comparata presso la Columbia School of General Studies di New York ed è inserita nella Phi Beta Kappa.
Nel gennaio del 2015 Lena ha annunciato il fidanzamento con un insegnante di inglese di un'università di Seoul, con il quale convola a nozze il 7 luglio 2017 nelle isole Hawaii.

## Carriera
Nel 1993, all'età di 17 anni, dopo aver vinto il Gospel Singer Contest organizzato dalla stazione radio coreano-americana Gospel Broadcasting Company (GBC), pubblica un album gospel. Per un anno frequenta l'Università della California (UCLA), prima di iniziare la carriera di cantante in Corea del Sud, esordendo nel 1998 con l'album Piece, che vende più di 300.000 copie. Nel 1999 pubblica il suo secondo album, A Second Helping, apprezzato sia dai fan sia dalla critica, in particolare per i brani 편지할게요 (Pyeonjihalgeyo, Ti scriverò una lettera) e 몽중인 (Mongjung-in, Sognando). Nel 2000 esce il suo terzo album, Naturally, che contiene la traccia You Mean Everything To Me. Il secondo ed il terzo album riescono entrambi a raggiungere circa 300.000 copie vendute. Nel 2001 il singolo 늘 푸른 (Neul Pureun, Sempreverde), incluso nell'album Naturally, viene scelto come colonna sonora per il film 하루 (Haru, Un giorno).

### Anni 2000
Nel 2001 pubblica un album speciale dal titolo Lena Park Forever, rimpiazzato dall'album Piece del suo esordio. Dopo una pausa dal canto per via dei suoi studi negli USA, torna sulla scena nel 2002 con il quarto album, Op.4. Nello stesso anno la canzone 꿈에 (Kkume) ottiene un grande successo, consentendole di accedere a nuovi mercati esteri, tra i quali Singapore. Il governo della Corea del Sud la sceglie per rappresentare lo Stato durante la cerimonia di apertura e chiusura del campionato mondiale di calcio 2002, per il quale canta la colonna sonora Let's Get Together Now, all'interno del gruppo Voices of Korea/Japan, formato dal gruppo corale sudcoreano Brown Eyes, dal gruppo pop giapponese Chemistry e dalla cantante giapponese Sowelu. Il brano diventa molto popolare in Giappone, dove supera le 200.000 copie, e in Corea del Sud, dove le vendite superano le 50.000 unità. Alla fine dell'anno pubblica l'album Best of, e si esibisce anche in diversi concerti: le registrazioni live di questi ultimi brani sono poi raccolte in un album speciale CD+DVD con l'aggiunta di due brani inediti, 앤 (Ann) e 좋은 나라 (Jungun nara).
In seguito, esordisce nell'industria musicale giapponese, dove pubblica nel 2004 l'album Another Piece, che differisce dall'album Op.4 per i titoli tradotti in inglese e la presenza di due brani inediti: la versione inglese di Ann (앤), intitolata Fall In Love, e il singolo di quest'ultimo contenente tutte le versioni in lingue differenti: Fall In Love in giapponese, 달 (Dal). Nel 2005 esce On&On, quinto album coreano, arricchito con due video musicali per i brani 미아 (Mia) e 달 (Dal), quest'ultimo già pubblicato in Giappone, al quale partecipa componendo quattro brani, gli arrangiamenti delle canzoni e suonando il pianoforte.
Nell'aprile 2004 canta il brano scritto in lingua māori, Pokarekare Ana come colonna sonora del film 주먹이 운다 (Jumeog-i unda). Nel maggio 2004 pubblica un singolo contenente le versioni coreana e giapponese del brano Sanctuary e 미아 (Mia), mentre in contemporanea viene rilasciato un album, On & On, ma con i titoli dei brani in inglese e l'aggiunta di una versione inedita del brano, Pokarekare Ana, in lingua giapponese. Nel 2006 pubblica in Giappone diversi singoli, alcuni dei quali con una versione in lingua coreana, e l'album Cosmorama. Il brano Gold viene scelto come colonna sonora per il film del 2006, Love Hotels.
Il 20 giugno 2007 esce in Giappone il suo settimo singolo, 祈り (Inori) e You Raise Me Up, originariamente cantata dal cantautore irlandese Brian Kennedy. Il brano è inserito nella colonna sonora dell'anime Romeo × Juliet e ottiene grande successo, fino a raggiungere la 35ª posizione nella classifica musicale giapponese, Oricon Chart, dove rimane per quattro settimane. Il singolo contiene anche una cover della versione inglese con lo stesso arrangiamento del brano giapponese. Nello stesso anno pubblica il sesto album coreano, Come to Where I Am, per il quale scrive e produce tutti i brani ottenendo particolare successo per 달아요 (Darayo) e 눈물빛 글씨 (Nunmulbic Geulssi).
Nel febbraio 2009 ritorna con un nuovo album, 10 Ways to Say I Love You, contenente nove tracce inedite. L'album viene in seguito ristampato con due nuove tracce, tra cui 눈물이 주룩주룩 (Munmuri jurugjurug). "MBC Music Travel Lalala Live Vol.2 e Vol.6" (MBC 음악여행 라라라 Live Vol.2 / 6) per i quali Lena Park canta rispettivamente la propria cover di No matter how I think (아무리 생각해도 난 너를) con i Sweet Sorrow e Puff, the Magic Dragon, cantata originariamente dal trio Peter, Paul and Mary. Nel 2010 pubblica Park Jung Hyun - Cover Me Vol. 1, contenente dei remix dei suoi stessi brani.

## Anni 2010
Nel 2011 partecipa al programma musicale Naneun gasuda, grazie al quale si ritrova in vetta alle classifiche nazionali, in particolare per le cover: 이젠 그랬으면 좋겠네 con 529.093 copie e 나 가거든 con 751.804 copie scaricate online nella loro prima settimana. Riesce a superare sette round, molti dei quali composti da due brani e dunque due puntate, e insieme a Kim Bum-soo diventa la prima sopravvissuta al programma. Nella puntata successiva apre lo show duettando con Kim Bum-soo una delle sue canzoni più celebri presente nel suo primo album Piece, 사랑보다 깊은, successivamente canta nuovamente nella puntata speciale competitiva australiana dell'11 novembre 2011. Alla fine dell'anno viene riconosciuta tra i dieci migliori artisti per stime di vendita del 2011 ai Melon Music Awards. Durante lo show canta 그것만이 내 세상 (geugeosman-i nae sesang), l'ultimo brano cantato nel programma Naneun gasuda, durante il quale si aggiudica la vittoria nella competizione. Il 19 giugno 2012 esce l'ottavo album coreano Parallax, contenente 11 tracce tra coreano e inglese, presentato da Sorry (미안해), una cover della canzone in lingua spagnola Mientes del gruppo messicano Camila. Pubblica anche il singolo White Winter con Kim Bum-soo e l'album Gift, che presenta tutte le canzoni da lei interpretate in Naneun gasuda e i brani di Parallax. Il 15 aprile 2013 collabora con Lee Seok-hoon e Sohyang per il singolo Hwang Seong-je Project Superhero 1st Line Up, il 5 giugno pubblica My Everything per il varietà Uri gyeolhonhaess-eo-yo e il 28 novembre il brano My Wish per il drama coreano Sangsokjadeul. Il 18 settembre partecipa alla puntata speciale del programma musicale Naneun gasuda, con la canzone I Hope It Would Be That Way Now (이젠 그랬으면 좋겠네), classificandosi prima con soli tre punti di differenza da In Soon-i.
Il 29 marzo 2014 partecipa per la prima volta al programma musicale Immortal Songs: Singing The Legend (불후의 명곡 – 전설을 노래하다) nella puntata dedicata all'artista Lee Sun-hee, con la canzone Turning the Pages Of Memories (추억의 책장을 넘기면). A partire dal 30 aprile 2014 ha iniziato a pubblicare diversi singoli, primo tra tutti Next Year, poi Double Kiss, contenuto nel mini album Syncrofusion, e Dream Sphere, pubblicato il 17 giugno con il video musicale di Double Kiss. Canta nuovamente per un drama intitolato Yuhok la canzone You and I. Il 22 settembre 2014 esce il singolo No String Attached, incluso nel mini album Syncrofusion Lena Park + Brand New Music, pubblicato il 21 ottobre, insieme a 달아요 + Brand New Mix, quest'ultimo remake del brano omonimo contenuto nel sesto album Come to Where I Am; esce anche il video musicale di 달아요 (Darayo). Il 5 dicembre esce il singolo SsSs, duetto con i Dynamic Duo. Il 18 ottobre partecipa nuovamente al programma Immortal Songs: Singing The Legend nello speciale Michael Bolton, con la canzone Completely.
Il 7 gennaio 2015 pubblica il singolo Winter e a fine mese partecipa alla terza stagione del programma musicale di sopravvivenza Naneun gasuda (I'm a Singer 3), durante il quale vengono pubblicate automaticamente le sue cover incluse negli album settimanali del programma. Il 20 maggio canta per la prima parte del drama Hwajeong la canzone The Person In My Heart e il 17 giugno viene rilasciato il singolo 날 닮은 그대 con il rispettivo video musicale, cantato in collaborazione con Ruvin Kim (루빈). Il 12 agosto vengono pubblicati il brano e il rispettivo video musicale di Hello (네일 했어), composto dal produttore musicale Primary e interpretato da Lena Park. Sempre in collaborazione con Ruvin Kim (루빈), il 25 novembre vengono rilasciati i video musicali per la rivisitazione di alcuni brani celebri di Lena Park come 편지할게요 (pyeonjihalgeyo), 몽중인 (mongjung-in) e 반전 (banjeon). Il 2 dicembre viene rilasciato il singolo cover It's For You (널 위한거야), interpretato dal vivo nella settima puntata del programma Two Yoo Project - Sugar Man (투유 프로젝트 - 슈가맨), mentre l'8 dicembre esce il singolo 겨울이야기 (gyeoul-iyagi), in collaborazione con il duo Fly To The Sky (플라이투더스카이), con il quale, dal 26 al 31 dicembre, terrà dei concerti natalizi. Il 20 dicembre viene pubblicato il brano 잘 지내 (jal jinae) del trio Turbo (터보), per il quale Lena Park ha prestato la voce nelle ultime strofe, incluso peraltro nel loro sesto album Again.
Nel febbraio del 2016, in occasione del capodanno coreano, Lena Park partecipa al programma Vocal War: Voice Of God (보컬 전쟁: 신의 목소리; bokeol jeonjaeng: sin-ui mogsoli) come una dei cinque cantanti professionisti in gara contro i cantanti dilettanti scelti dal pubblico e a loro volta giudicati dagli stessi professionisti. Ottenendo 172 preferenze tra il pubblico, composto da 200 persone, Lena vince la prima sfida con la canzone 미소천사 (misocheonsa), cantata originariamente da Sung Si-kyung. Grazie al successo della puntata, il programma continua per altri quattro mesi (dal 30 marzo fino al 15 agosto), suddiviso in 17 parti. Lena Park vince nove sfide su dieci, perdendo solamente nella penultima puntata contro la sua più grande hit: 꿈에 (kkume). Il 24 settembre prende parte alla serie di concerti del Joy olpark festival 2016 (2016 조이올팍페스티벌) e il 7 ottobre conduce la puntata di I Am A Singer: Return of the Legends del DMC Festival, durante la quale ha cantato 나 가거든 (If I Leave) e 꿈에 (kkume). Poco dopo viene annunciata la creazione di una colonna sonora per la serie televisiva 마음의 소리 (The Sound of Your Heart), dell'omonimo fumetto online, intitolata 딱 좋아 (Just Right), pubblicata il 7 novembre. Lena Park appare nella medesima serie nella puntata del 30 dicembre 2016, interpretando se stessa nelle note di 꿈에 (kkume). Il 26 novembre 2016 è andata in onda su MBC la sua partecipazione al programma I Live Alone (나 혼자 산다), nel quale mostra la sua vita quotidiana e la preparazione per il tour di concerti natalizi e di fine anno, Let It Snow. Il 18 dicembre 2016 viene trasmesso su KBS il duetto con Peabo Bryson, cantando la nota colonna sonora Beauty and the Beast de La bella e la bestia, a 유희열의 스케치북 (yuhuiyeol-ui seukechibug).
Dopo la serie di concerti natalizi del 2016, denominati Let It Snow, a partire dal 21 aprile 2017 inizia Again, Spring, un'altra serie di concerti. Nei primi giorni di marzo viene annunciata l'uscita di un nuovo singolo per il mese di aprile e, nello stesso mese, viene confermata la sua partecipazione alla seconda edizione del programma Fantastic Duo 2 (판타스틱 듀오 2), nel quale decide di trovare il suo partner con la canzone P.S. I Love You, per affrontare la sfida con Kim Bom-soo. Il 16 marzo 2017 canta nel programma Bucket On Live e il 31 marzo 2017 per The Stage Big Pleasure, per il quale ha condotto la puntata successiva nei primi d'aprile. Il 9 aprile viene mandata in onda la prima parte della seconda sfida del programma Fantastic Duo 2, nonché terza puntata, durante la quale vengono mostrati i due sfidanti, Lena Park e Kim Bom-soo, i candidati e un'esibizione speciale dei due contendenti sulle note di 잔소리 (Nagging), originariamente cantata da IU e Seulong. Il 12 aprile viene rilasciato il nuovo singolo della cantante 연애중 (yeon-aejung; Courting), a distanza di due anni e mezzo dal suo ultimo progetto da solista. Il 16 aprile viene trasmesso il resto della puntata di 판타스틱 듀오 2 (Fantastic Duo 2), durante la quale Lena Park seleziona il futuro partner con la canzone 몽중인 (Crazy People) e sceglie di duettare con 이민관 su uno dei suoi più grandi successi, 꿈에 (kkume; In Dreams). Ottenendo undici voti in meno di Kim Bom-soo, perde la sfida con 145 voti su 301 e il conto delle vittorie contro il suo noto rivale rimane di undici vittorie e cinque sconfitte. Alla fine dell'episodio duetta con 송소희 sulle note di 나 가거든 (If I Leave), una versione rivisitata della famosa canzone cantata originariamente da Sumi Jo e presentata da Lena Park nel 2011 nel programma 나는가수다 (I Am A Singer) e nel 2012 col suo album Gift.
Il 31 agosto, attraverso una conferenza stampa, viene annunciato il suo ruolo da DJ in lingua inglese nel programma radiofonico One Fine Day su KBS World Radio New. A dicembre ha ufficialmente firmato un contratto di gestione con la sotto-etichetta indie di LOEN Entertainment (ora Kakao M) "Mun Hwa In". Partecipa al programma televisivo The Master su Mnet, durante il quale presenta una versione rivisitata della sua hit 꿈에 (In Dreams), 하비샴의 왈츠 (Miss Havisham's Waltz) e la cover 담배가게 아가씨, con la quale lascia il programma. Sempre a dicembre viene inoltre confermata la sua partecipazione alla seconda edizione del reality show 비긴어게인 2 (Begin Again 2) come leader di uno dei due team di artisti, pronti a partire oltreoceano per cantare in posti dove non sono conosciuti. Tra il 22 e il 25 dicembre tiene i suoi concerti invernali, nominati ancora una volta Let It Snow, al SK Olympic Handball Stadium.
Nei primi mesi del 2018, Lena Park è stata impegnata nella registrazione del programma Begin Again 2. Il 27 febbraio ha preso parte al concerto del decimo anniversario della morte del compositore Lee Young-hoon. Il 7 aprile canta insieme ad altri artisti al concerto celebrativo per il cinquantesimo anniversario della società POSCO al Pohang Culture and Arts Center, mentre il 21 aprile canta nuovamente nel programma 불후의 명곡2 (Immortal Song 2: Singing the Legend), portando la cover 창밖의 여자 (The Woman Outside The Window) per l'episodio dedicato a Cho Yong Pil, legato alla cantante che ha riportato alla ribalta il suo brano 이젠 그랬으면 좋겠네 (I Hope It Would Be That Way Now) durante la competizione canora I Am A Singer nel 2011.
Il 18 maggio viene trasmesso il settimo episodio del programma 비긴어게인 2 (Begin Again 2), al termine del quale, durante le anticipazioni della settimana successiva, appare Lena Park insieme al suo team pronto a sostituire quello di Kim Yoon-ah. Nel programma ha potuto cantare alcune delle sue hit più famose come 꿈에 (kkume), 달아요 (Darayo) e You Mean Everything To Me, duettando spesso con i membri del suo team, in particolare con Lee Su-hyun dei Akdong Musician. La sua cover di Someone Like You di Adele è stata accolta positivamente anche sul sito TV.Naver, nel quale ha superato i 50.000 mi piace.
Il 19 giugno ha rilasciato il nuovo singolo The Wonder 1st DS con 같은 우산 (gatun usan) come traccia principale, mentre il 20 novembre pubblica il brano The End per il singolo The Wonder 2nd DS, entrambi per celebrare i suoi vent'anni di carriera.
Il 22 febbraio 2019 canta Dream per il trentesimo anniversario del parco divertimenti Lotte World (롯데월드), mentre pochi giorni dopo, il 27, viene pubblicato il brano 대한이 살았다 per il centesimo anniversario della fondazione del primo movimento indipendentista sudcoreano del primo marzo, insieme a Yuna Kim e 정재일 (Jeong Jae-il). Ad aprile viene annunciato il suo ritorno, insieme ad Henry, Su-hyun e Harim, alla serie televisiva Begin Again 3 (비긴어게인3), ai quali si aggiungono Lim Heon Il e Kim Feel. Agli inizi di maggio viene confermata la sua collaborazione con 존박 (John Park) e il 13 maggio pubblicano la versione pop coreana di A Whole New World, intitolata 아름다운 세상 (Arumdaon Sesang), per promuovere il film Aladdin. Il 16 maggio pubblica la colonna sonora 별빛처럼 (Byeolbijjeorom) per il drama 절대그이 (Jeoldae Geui).
Il 10 luglio viene annunciata la pubblicazione del suo nono album per il 18 luglio, a distanza di sette anni dal suo ultimo progetto del 2012, Parallax. Il 18 luglio pubblica il suo nono album The Wonder e il video musicale per il brano 같이 (Gati), scelto come traccia principale; in aggiunta ai quattro singoli digitali pubblicati tra il 2017 e il 2018, sono presenti anche 기억하자 (Kiokahaja) e Seventeen, quest'ultima scritta e arrangiata da Lena Park stessa.

## Discografia

### Corea del Sud

#### Album
| 1998 | Piece - Rilascio: 9 Agosto 1998 - Vendite: 300.000                                                                                  |                                                                                 |                                                                                 |                                                                                 |                                          |                                          |                                          |                                          |                                          |                                          |                                          |                                          |                                          |                                          |                                          |                                          |
| 1998 | Piece - Rilascio: 9 Agosto 1998 - Vendite: 300.000                                                                                  | Intro                                                                           | —                                                                               |                                                                                 |                                          |                                          |                                          |                                          |                                          |                                          |                                          |                                          |                                          |                                          |                                          |                                          |
| 1998 | Piece - Rilascio: 9 Agosto 1998 - Vendite: 300.000                                                                                  | 나의 하루 (My Day)                                                              | —                                                                               | - KOR: 68.837+                                                                  |                                          |                                          |                                          |                                          |                                          |                                          |                                          |                                          |                                          |                                          |                                          |                                          |
| 1998 | Piece - Rilascio: 9 Agosto 1998 - Vendite: 300.000                                                                                  | P.S. I Love You                                                                 | —                                                                               | - KOR: 3.005+                                                                   |                                          |                                          |                                          |                                          |                                          |                                          |                                          |                                          |                                          |                                          |                                          |                                          |
| 1998 | Piece - Rilascio: 9 Agosto 1998 - Vendite: 300.000                                                                                  | 반전 (Antiwar)                                                                  | —                                                                               |                                                                                 |                                          |                                          |                                          |                                          |                                          |                                          |                                          |                                          |                                          |                                          |                                          |                                          |
| 1998 | Piece - Rilascio: 9 Agosto 1998 - Vendite: 300.000                                                                                  | 2Gether                                                                         | —                                                                               |                                                                                 |                                          |                                          |                                          |                                          |                                          |                                          |                                          |                                          |                                          |                                          |                                          |                                          |
| 1998 | Piece - Rilascio: 9 Agosto 1998 - Vendite: 300.000                                                                                  | The Player                                                                      | —                                                                               |                                                                                 |                                          |                                          |                                          |                                          |                                          |                                          |                                          |                                          |                                          |                                          |                                          |                                          |
| 1998 | Piece - Rilascio: 9 Agosto 1998 - Vendite: 300.000                                                                                  | 오랫만에 (In A Long Time) (Acoustic Ver.)                                       | —                                                                               |                                                                                 |                                          |                                          |                                          |                                          |                                          |                                          |                                          |                                          |                                          |                                          |                                          |                                          |
| 1998 | Piece - Rilascio: 9 Agosto 1998 - Vendite: 300.000                                                                                  | 요즘 넌 (You Nowadays)                                                          | —                                                                               |                                                                                 |                                          |                                          |                                          |                                          |                                          |                                          |                                          |                                          |                                          |                                          |                                          |                                          |
| 1998 | Piece - Rilascio: 9 Agosto 1998 - Vendite: 300.000                                                                                  | 사랑보다 깊은 상처 (A Wound Deeper Than Love)                                   | 213                                                                             | - KOR: 140.754+                                                                 |                                          |                                          |                                          |                                          |                                          |                                          |                                          |                                          |                                          |                                          |                                          |                                          |
| 1998 | Piece - Rilascio: 9 Agosto 1998 - Vendite: 300.000                                                                                  | Interlude                                                                       | —                                                                               |                                                                                 |                                          |                                          |                                          |                                          |                                          |                                          |                                          |                                          |                                          |                                          |                                          |                                          |
| 1998 | Piece - Rilascio: 9 Agosto 1998 - Vendite: 300.000                                                                                  | 다시 받아주겠니? (Would You Receive Me Again?)                                  | —                                                                               |                                                                                 |                                          |                                          |                                          |                                          |                                          |                                          |                                          |                                          |                                          |                                          |                                          |                                          |
| 1998 | Piece - Rilascio: 9 Agosto 1998 - Vendite: 300.000                                                                                  | 오랫만에 (In a Long Time) (R&B Ver.)                                            | —                                                                               |                                                                                 |                                          |                                          |                                          |                                          |                                          |                                          |                                          |                                          |                                          |                                          |                                          |                                          |
| 1999 | A Second Helping - Rilascio: 3 Marzo 1999 - Vendite: 300.522+                                                                       |                                                                                 |                                                                                 |                                                                                 |                                          |                                          |                                          |                                          |                                          |                                          |                                          |                                          |                                          |                                          |                                          |                                          |
| 1999 | A Second Helping - Rilascio: 3 Marzo 1999 - Vendite: 300.522+                                                                       | 몽중인 (夢中人) (Crazy People)                                                  | —                                                                               |                                                                                 |                                          |                                          |                                          |                                          |                                          |                                          |                                          |                                          |                                          |                                          |                                          |                                          |
| 1999 | A Second Helping - Rilascio: 3 Marzo 1999 - Vendite: 300.522+                                                                       | 눈에 뭐가 (Something In My Eye)                                                 | —                                                                               |                                                                                 |                                          |                                          |                                          |                                          |                                          |                                          |                                          |                                          |                                          |                                          |                                          |                                          |
| 1999 | A Second Helping - Rilascio: 3 Marzo 1999 - Vendite: 300.522+                                                                       | 편지할께요 (I'll Write You A Letter)                                            | —                                                                               |                                                                                 |                                          |                                          |                                          |                                          |                                          |                                          |                                          |                                          |                                          |                                          |                                          |                                          |
| 1999 | A Second Helping - Rilascio: 3 Marzo 1999 - Vendite: 300.522+                                                                       | 전야제 (Last Night)                                                             | —                                                                               |                                                                                 |                                          |                                          |                                          |                                          |                                          |                                          |                                          |                                          |                                          |                                          |                                          |                                          |
| 1999 | A Second Helping - Rilascio: 3 Marzo 1999 - Vendite: 300.522+                                                                       | 우리가 보여 (We Can Be Seen)                                                    | —                                                                               |                                                                                 |                                          |                                          |                                          |                                          |                                          |                                          |                                          |                                          |                                          |                                          |                                          |                                          |
| 1999 | A Second Helping - Rilascio: 3 Marzo 1999 - Vendite: 300.522+                                                                       | 고백 (Confession)                                                               | —                                                                               |                                                                                 |                                          |                                          |                                          |                                          |                                          |                                          |                                          |                                          |                                          |                                          |                                          |                                          |
| 1999 | A Second Helping - Rilascio: 3 Marzo 1999 - Vendite: 300.522+                                                                       | 친구처럼 (Like Friends)                                                         | —                                                                               |                                                                                 |                                          |                                          |                                          |                                          |                                          |                                          |                                          |                                          |                                          |                                          |                                          |                                          |
| 1999 | A Second Helping - Rilascio: 3 Marzo 1999 - Vendite: 300.522+                                                                       | 이별후 시작 (A New Start After Parting)                                         | —                                                                               |                                                                                 |                                          |                                          |                                          |                                          |                                          |                                          |                                          |                                          |                                          |                                          |                                          |                                          |
| 1999 | A Second Helping - Rilascio: 3 Marzo 1999 - Vendite: 300.522+                                                                       | 다신 없겠죠 (Never Again)                                                       | —                                                                               |                                                                                 |                                          |                                          |                                          |                                          |                                          |                                          |                                          |                                          |                                          |                                          |                                          |                                          |
| 1999 | A Second Helping - Rilascio: 3 Marzo 1999 - Vendite: 300.522+                                                                       | 이 돌려줄께 (I'll Give Back Now)                                                | —                                                                               |                                                                                 |                                          |                                          |                                          |                                          |                                          |                                          |                                          |                                          |                                          |                                          |                                          |                                          |
| 1999 | A Second Helping - Rilascio: 3 Marzo 1999 - Vendite: 300.522+                                                                       | 바람에 지는 꽃 (The Flower That Falls In The Wind)                              | —                                                                               |                                                                                 |                                          |                                          |                                          |                                          |                                          |                                          |                                          |                                          |                                          |                                          |                                          |                                          |
| 1999 | A Second Helping - Rilascio: 3 Marzo 1999 - Vendite: 300.522+                                                                       | Ordinary                                                                        | —                                                                               |                                                                                 |                                          |                                          |                                          |                                          |                                          |                                          |                                          |                                          |                                          |                                          |                                          |                                          |
| 2000 | Naturally - Rilascio: 28 Ottobre 2000 - Vendite: 299.857+                                                                           |                                                                                 |                                                                                 |                                                                                 |                                          |                                          |                                          |                                          |                                          |                                          |                                          |                                          |                                          |                                          |                                          |                                          |
| 2000 | Naturally - Rilascio: 28 Ottobre 2000 - Vendite: 299.857+                                                                           | 아무말도 아무것도 (No Word, Nothing)                                            | —                                                                               |                                                                                 |                                          |                                          |                                          |                                          |                                          |                                          |                                          |                                          |                                          |                                          |                                          |                                          |
| 2000 | Naturally - Rilascio: 28 Ottobre 2000 - Vendite: 299.857+                                                                           | You Mean Everything To Me                                                       | —                                                                               | - KOR: 3.391+                                                                   |                                          |                                          |                                          |                                          |                                          |                                          |                                          |                                          |                                          |                                          |                                          |                                          |
| 2000 | Naturally - Rilascio: 28 Ottobre 2000 - Vendite: 299.857+                                                                           | 10분전으로                                                                      | —                                                                               |                                                                                 |                                          |                                          |                                          |                                          |                                          |                                          |                                          |                                          |                                          |                                          |                                          |                                          |
| 2000 | Naturally - Rilascio: 28 Ottobre 2000 - Vendite: 299.857+                                                                           | 늘 푸른 (Evergreen)                                                             | —                                                                               |                                                                                 |                                          |                                          |                                          |                                          |                                          |                                          |                                          |                                          |                                          |                                          |                                          |                                          |
| 2000 | Naturally - Rilascio: 28 Ottobre 2000 - Vendite: 299.857+                                                                           | 純情 (순정) (Innocent (Genuine))                                                | —                                                                               |                                                                                 |                                          |                                          |                                          |                                          |                                          |                                          |                                          |                                          |                                          |                                          |                                          |                                          |
| 2000 | Naturally - Rilascio: 28 Ottobre 2000 - Vendite: 299.857+                                                                           | 힘내! (Come on!)                                                                | —                                                                               |                                                                                 |                                          |                                          |                                          |                                          |                                          |                                          |                                          |                                          |                                          |                                          |                                          |                                          |
| 2000 | Naturally - Rilascio: 28 Ottobre 2000 - Vendite: 299.857+                                                                           | 까만 일기장 (Black Diary)                                                       | —                                                                               |                                                                                 |                                          |                                          |                                          |                                          |                                          |                                          |                                          |                                          |                                          |                                          |                                          |                                          |
| 2000 | Naturally - Rilascio: 28 Ottobre 2000 - Vendite: 299.857+                                                                           | 싫어                                                                            | —                                                                               |                                                                                 |                                          |                                          |                                          |                                          |                                          |                                          |                                          |                                          |                                          |                                          |                                          |                                          |
| 2000 | Naturally - Rilascio: 28 Ottobre 2000 - Vendite: 299.857+                                                                           | 거짓말처럼                                                                      | —                                                                               |                                                                                 |                                          |                                          |                                          |                                          |                                          |                                          |                                          |                                          |                                          |                                          |                                          |                                          |
| 2000 | Naturally - Rilascio: 28 Ottobre 2000 - Vendite: 299.857+                                                                           | It's Me                                                                         | —                                                                               |                                                                                 |                                          |                                          |                                          |                                          |                                          |                                          |                                          |                                          |                                          |                                          |                                          |                                          |
| 2000 | Naturally - Rilascio: 28 Ottobre 2000 - Vendite: 299.857+                                                                           | Better Now                                                                      | —                                                                               |                                                                                 |                                          |                                          |                                          |                                          |                                          |                                          |                                          |                                          |                                          |                                          |                                          |                                          |
| 2000 | Naturally - Rilascio: 28 Ottobre 2000 - Vendite: 299.857+                                                                           | 지금은 아무것도 아냐                                                            | —                                                                               |                                                                                 |                                          |                                          |                                          |                                          |                                          |                                          |                                          |                                          |                                          |                                          |                                          |                                          |
| 2002 | Op.4 - Rilascio: 15 Giugno 2002 - Vendite: 296.126                                                                                  |                                                                                 |                                                                                 |                                                                                 |                                          |                                          |                                          |                                          |                                          |                                          |                                          |                                          |                                          |                                          |                                          |                                          |
| 2002 | Op.4 - Rilascio: 15 Giugno 2002 - Vendite: 296.126                                                                                  | 상사병 (Plastic Flower)                                                         | —                                                                               | - KOR: 4.359+                                                                   |                                          |                                          |                                          |                                          |                                          |                                          |                                          |                                          |                                          |                                          |                                          |                                          |
| 2002 | Op.4 - Rilascio: 15 Giugno 2002 - Vendite: 296.126                                                                                  | 꿈에 (In Dreams)                                                                | 18                                                                              | - KOR: 930.087+                                                                 |                                          |                                          |                                          |                                          |                                          |                                          |                                          |                                          |                                          |                                          |                                          |                                          |
| 2002 | Op.4 - Rilascio: 15 Giugno 2002 - Vendite: 296.126                                                                                  | Someone                                                                         | —                                                                               |                                                                                 |                                          |                                          |                                          |                                          |                                          |                                          |                                          |                                          |                                          |                                          |                                          |                                          |
| 2002 | Op.4 - Rilascio: 15 Giugno 2002 - Vendite: 296.126                                                                                  | 사랑이 올까요 (Will Love Come)                                                  | 335                                                                             | - KOR: 6.975+                                                                   |                                          |                                          |                                          |                                          |                                          |                                          |                                          |                                          |                                          |                                          |                                          |                                          |
| 2002 | Op.4 - Rilascio: 15 Giugno 2002 - Vendite: 296.126                                                                                  | 생활의 발견 (Life's Discovery)                                                  | —                                                                               | - KOR: 4.501+                                                                   |                                          |                                          |                                          |                                          |                                          |                                          |                                          |                                          |                                          |                                          |                                          |                                          |
| 2002 | Op.4 - Rilascio: 15 Giugno 2002 - Vendite: 296.126                                                                                  | 미운오리 (Hated Duck)                                                           | —                                                                               |                                                                                 |                                          |                                          |                                          |                                          |                                          |                                          |                                          |                                          |                                          |                                          |                                          |                                          |
| 2002 | Op.4 - Rilascio: 15 Giugno 2002 - Vendite: 296.126                                                                                  | 미장원에서 (In The Beauty Salon)                                                | —                                                                               | - KOR: 3.801+                                                                   |                                          |                                          |                                          |                                          |                                          |                                          |                                          |                                          |                                          |                                          |                                          |                                          |
| 2002 | Op.4 - Rilascio: 15 Giugno 2002 - Vendite: 296.126                                                                                  | 여자친구 참 예쁘네 (What A Pretty Girlfriend)                                   | —                                                                               | - KOR: 2.899+                                                                   |                                          |                                          |                                          |                                          |                                          |                                          |                                          |                                          |                                          |                                          |                                          |                                          |
| 2002 | Op.4 - Rilascio: 15 Giugno 2002 - Vendite: 296.126                                                                                  | 게으름뱅이 (Lazy Bones)                                                         | —                                                                               |                                                                                 |                                          |                                          |                                          |                                          |                                          |                                          |                                          |                                          |                                          |                                          |                                          |                                          |
| 2002 | Op.4 - Rilascio: 15 Giugno 2002 - Vendite: 296.126                                                                                  | 이별하러 가는 길 (The Road To Parting)                                          | —                                                                               | - KOR: 4.116+                                                                   |                                          |                                          |                                          |                                          |                                          |                                          |                                          |                                          |                                          |                                          |                                          |                                          |
| 2002 | Op.4 - Rilascio: 15 Giugno 2002 - Vendite: 296.126                                                                                  | 떨쳐 (Make Noise)                                                               | —                                                                               |                                                                                 |                                          |                                          |                                          |                                          |                                          |                                          |                                          |                                          |                                          |                                          |                                          |                                          |
| 2002 | Op.4 - Rilascio: 15 Giugno 2002 - Vendite: 296.126                                                                                  | 나의 어머니 (My Mother)                                                         | —                                                                               |                                                                                 |                                          |                                          |                                          |                                          |                                          |                                          |                                          |                                          |                                          |                                          |                                          |                                          |
| 2002 | Op.4 - Rilascio: 15 Giugno 2002 - Vendite: 296.126                                                                                  | PUFF                                                                            | —                                                                               |                                                                                 |                                          |                                          |                                          |                                          |                                          |                                          |                                          |                                          |                                          |                                          |                                          |                                          |
| 2005 | On&On - Rilascio: 3 Febbraio 2005 - Vendite: 44.375                                                                                 |                                                                                 |                                                                                 |                                                                                 |                                          |                                          |                                          |                                          |                                          |                                          |                                          |                                          |                                          |                                          |                                          |                                          |
| 2005 | On&On - Rilascio: 3 Febbraio 2005 - Vendite: 44.375                                                                                 | Ode                                                                             | —                                                                               |                                                                                 |                                          |                                          |                                          |                                          |                                          |                                          |                                          |                                          |                                          |                                          |                                          |                                          |
| 2005 | On&On - Rilascio: 3 Febbraio 2005 - Vendite: 44.375                                                                                 | 아름다운 너를 (Beautiful You)                                                   | —                                                                               |                                                                                 |                                          |                                          |                                          |                                          |                                          |                                          |                                          |                                          |                                          |                                          |                                          |                                          |
| 2005 | On&On - Rilascio: 3 Febbraio 2005 - Vendite: 44.375                                                                                 | Long Goodbye                                                                    | —                                                                               |                                                                                 |                                          |                                          |                                          |                                          |                                          |                                          |                                          |                                          |                                          |                                          |                                          |                                          |
| 2005 | On&On - Rilascio: 3 Febbraio 2005 - Vendite: 44.375                                                                                 | 달 (Moon)                                                                       | —                                                                               | - KOR: 4.506+                                                                   |                                          |                                          |                                          |                                          |                                          |                                          |                                          |                                          |                                          |                                          |                                          |                                          |
| 2005 | On&On - Rilascio: 3 Febbraio 2005 - Vendite: 44.375                                                                                 | Miracle                                                                         | —                                                                               |                                                                                 |                                          |                                          |                                          |                                          |                                          |                                          |                                          |                                          |                                          |                                          |                                          |                                          |
| 2005 | On&On - Rilascio: 3 Febbraio 2005 - Vendite: 44.375                                                                                 | 알아볼께요 (I'll Look Into It)                                                  | —                                                                               |                                                                                 |                                          |                                          |                                          |                                          |                                          |                                          |                                          |                                          |                                          |                                          |                                          |                                          |
| 2005 | On&On - Rilascio: 3 Febbraio 2005 - Vendite: 44.375                                                                                 | 미래 (Future)                                                                   | —                                                                               |                                                                                 |                                          |                                          |                                          |                                          |                                          |                                          |                                          |                                          |                                          |                                          |                                          |                                          |
| 2005 | On&On - Rilascio: 3 Febbraio 2005 - Vendite: 44.375                                                                                 | 그러지 마세요                                                                   | —                                                                               |                                                                                 |                                          |                                          |                                          |                                          |                                          |                                          |                                          |                                          |                                          |                                          |                                          |                                          |
| 2005 | On&On - Rilascio: 3 Febbraio 2005 - Vendite: 44.375                                                                                 | 오늘이라면 (If It Was Today)                                                    | —                                                                               |                                                                                 |                                          |                                          |                                          |                                          |                                          |                                          |                                          |                                          |                                          |                                          |                                          |                                          |
| 2005 | On&On - Rilascio: 3 Febbraio 2005 - Vendite: 44.375                                                                                 | 미아 (Lost Child)                                                               | 11                                                                              | - KOR: 744.832+                                                                 |                                          |                                          |                                          |                                          |                                          |                                          |                                          |                                          |                                          |                                          |                                          |                                          |
| 2005 | On&On - Rilascio: 3 Febbraio 2005 - Vendite: 44.375                                                                                 | 싱글 링 (Single Ring)                                                           | —                                                                               |                                                                                 |                                          |                                          |                                          |                                          |                                          |                                          |                                          |                                          |                                          |                                          |                                          |                                          |
| 2005 | On&On - Rilascio: 3 Febbraio 2005 - Vendite: 44.375                                                                                 | Very Thought                                                                    | —                                                                               |                                                                                 |                                          |                                          |                                          |                                          |                                          |                                          |                                          |                                          |                                          |                                          |                                          |                                          |
| 2005 | On&On - Rilascio: 3 Febbraio 2005 - Vendite: 44.375                                                                                 | Ghost                                                                           | —                                                                               |                                                                                 |                                          |                                          |                                          |                                          |                                          |                                          |                                          |                                          |                                          |                                          |                                          |                                          |
| 2005 | On&On - Rilascio: 3 Febbraio 2005 - Vendite: 44.375                                                                                 | Miss Havisham's Waltz (하비샴의 왈츠)                                           | 264                                                                             | - KOR: 12.117+                                                                  |                                          |                                          |                                          |                                          |                                          |                                          |                                          |                                          |                                          |                                          |                                          |                                          |
| 2007 | Come To Where I Am - Rilascio: 11 Dicembre 2007 - Vendite: 18.739+                                                                  |                                                                                 |                                                                                 |                                                                                 |                                          |                                          |                                          |                                          |                                          |                                          |                                          |                                          |                                          |                                          |                                          |                                          |
| 2007 | Come To Where I Am - Rilascio: 11 Dicembre 2007 - Vendite: 18.739+                                                                  | Funny Star                                                                      | —                                                                               |                                                                                 |                                          |                                          |                                          |                                          |                                          |                                          |                                          |                                          |                                          |                                          |                                          |                                          |
| 2007 | Come To Where I Am - Rilascio: 11 Dicembre 2007 - Vendite: 18.739+                                                                  | 눈물빛 글씨 (Love Made Of Tears)                                                | —                                                                               |                                                                                 |                                          |                                          |                                          |                                          |                                          |                                          |                                          |                                          |                                          |                                          |                                          |                                          |
| 2007 | Come To Where I Am - Rilascio: 11 Dicembre 2007 - Vendite: 18.739+                                                                  | 달아요 (Sweet)                                                                  | 345                                                                             | - KOR: 5.677+                                                                   |                                          |                                          |                                          |                                          |                                          |                                          |                                          |                                          |                                          |                                          |                                          |                                          |
| 2007 | Come To Where I Am - Rilascio: 11 Dicembre 2007 - Vendite: 18.739+                                                                  | 마음이 먼저                                                                     | —                                                                               |                                                                                 |                                          |                                          |                                          |                                          |                                          |                                          |                                          |                                          |                                          |                                          |                                          |                                          |
| 2007 | Come To Where I Am - Rilascio: 11 Dicembre 2007 - Vendite: 18.739+                                                                  | The Other Side                                                                  | —                                                                               |                                                                                 |                                          |                                          |                                          |                                          |                                          |                                          |                                          |                                          |                                          |                                          |                                          |                                          |
| 2007 | Come To Where I Am - Rilascio: 11 Dicembre 2007 - Vendite: 18.739+                                                                  | Hey Yeah                                                                        | —                                                                               |                                                                                 |                                          |                                          |                                          |                                          |                                          |                                          |                                          |                                          |                                          |                                          |                                          |                                          |
| 2007 | Come To Where I Am - Rilascio: 11 Dicembre 2007 - Vendite: 18.739+                                                                  | 믿어요 (Believe)                                                                | —                                                                               |                                                                                 |                                          |                                          |                                          |                                          |                                          |                                          |                                          |                                          |                                          |                                          |                                          |                                          |
| 2007 | Come To Where I Am - Rilascio: 11 Dicembre 2007 - Vendite: 18.739+                                                                  | 헤어짐은 못됐어요 (Parting is Bad)                                              | —                                                                               |                                                                                 |                                          |                                          |                                          |                                          |                                          |                                          |                                          |                                          |                                          |                                          |                                          |                                          |
| 2007 | Come To Where I Am - Rilascio: 11 Dicembre 2007 - Vendite: 18.739+                                                                  | 우두커니 (Absently)                                                             | —                                                                               |                                                                                 |                                          |                                          |                                          |                                          |                                          |                                          |                                          |                                          |                                          |                                          |                                          |                                          |
| 2007 | Come To Where I Am - Rilascio: 11 Dicembre 2007 - Vendite: 18.739+                                                                  | 순간 (Moment)                                                                   | —                                                                               |                                                                                 |                                          |                                          |                                          |                                          |                                          |                                          |                                          |                                          |                                          |                                          |                                          |                                          |
| 2007 | Come To Where I Am - Rilascio: 11 Dicembre 2007 - Vendite: 18.739+                                                                  | Smile                                                                           | —                                                                               |                                                                                 |                                          |                                          |                                          |                                          |                                          |                                          |                                          |                                          |                                          |                                          |                                          |                                          |
| 2007 | Come To Where I Am - Rilascio: 11 Dicembre 2007 - Vendite: 18.739+                                                                  | Everyday Prayer                                                                 | —                                                                               |                                                                                 |                                          |                                          |                                          |                                          |                                          |                                          |                                          |                                          |                                          |                                          |                                          |                                          |
| 2009 | 10 Ways To Say I Love You - Rilascio: 26 Febbraio 2009 - 6 Giugno 2009 (Ristampa*)                                                  |                                                                                 |                                                                                 |                                                                                 |                                          |                                          |                                          |                                          |                                          |                                          |                                          |                                          |                                          |                                          |                                          |                                          |
| 2009 | 10 Ways To Say I Love You - Rilascio: 26 Febbraio 2009 - 6 Giugno 2009 (Ristampa*)                                                  | 눈물이 주룩주룩 (Tears Are Pouring)*                                            | 282                                                                             | - KOR: 19.433+                                                                  |                                          |                                          |                                          |                                          |                                          |                                          |                                          |                                          |                                          |                                          |                                          |                                          |
| 2009 | 10 Ways To Say I Love You - Rilascio: 26 Febbraio 2009 - 6 Giugno 2009 (Ristampa*)                                                  | 치카치카                                                                        | —                                                                               |                                                                                 |                                          |                                          |                                          |                                          |                                          |                                          |                                          |                                          |                                          |                                          |                                          |                                          |
| 2009 | 10 Ways To Say I Love You - Rilascio: 26 Febbraio 2009 - 6 Giugno 2009 (Ristampa*)                                                  | 청순가련 리나 박 (Pure And Cute Lena Park)                                      | —                                                                               |                                                                                 |                                          |                                          |                                          |                                          |                                          |                                          |                                          |                                          |                                          |                                          |                                          |                                          |
| 2009 | 10 Ways To Say I Love You - Rilascio: 26 Febbraio 2009 - 6 Giugno 2009 (Ristampa*)                                                  | 나 같은 사람 너 같은 사람 (A Person Like Us) (feat. Yoon Mi Rae)                | —                                                                               |                                                                                 |                                          |                                          |                                          |                                          |                                          |                                          |                                          |                                          |                                          |                                          |                                          |                                          |
| 2009 | 10 Ways To Say I Love You - Rilascio: 26 Febbraio 2009 - 6 Giugno 2009 (Ristampa*)                                                  | 만져줘요 (Touch)                                                                | —                                                                               |                                                                                 |                                          |                                          |                                          |                                          |                                          |                                          |                                          |                                          |                                          |                                          |                                          |                                          |
| 2009 | 10 Ways To Say I Love You - Rilascio: 26 Febbraio 2009 - 6 Giugno 2009 (Ristampa*)                                                  | 비밀 (Secret)                                                                   | —                                                                               | - KOR: 3.975+                                                                   |                                          |                                          |                                          |                                          |                                          |                                          |                                          |                                          |                                          |                                          |                                          |                                          |
| 2009 | 10 Ways To Say I Love You - Rilascio: 26 Febbraio 2009 - 6 Giugno 2009 (Ristampa*)                                                  | Sunday Brunch                                                                   | —                                                                               |                                                                                 |                                          |                                          |                                          |                                          |                                          |                                          |                                          |                                          |                                          |                                          |                                          |                                          |
| 2009 | 10 Ways To Say I Love You - Rilascio: 26 Febbraio 2009 - 6 Giugno 2009 (Ristampa*)                                                  | 비가 (Rain)                                                                     | —                                                                               |                                                                                 |                                          |                                          |                                          |                                          |                                          |                                          |                                          |                                          |                                          |                                          |                                          |                                          |
| 2009 | 10 Ways To Say I Love You - Rilascio: 26 Febbraio 2009 - 6 Giugno 2009 (Ristampa*)                                                  | 사랑은 이런게 아닌데... (That's Not Love...)                                    | —                                                                               |                                                                                 |                                          |                                          |                                          |                                          |                                          |                                          |                                          |                                          |                                          |                                          |                                          |                                          |
| 2009 | 10 Ways To Say I Love You - Rilascio: 26 Febbraio 2009 - 6 Giugno 2009 (Ristampa*)                                                  | 만나러 가는 길 (Going To My Way)                                                | —                                                                               |                                                                                 |                                          |                                          |                                          |                                          |                                          |                                          |                                          |                                          |                                          |                                          |                                          |                                          |
| 2009 | 10 Ways To Say I Love You - Rilascio: 26 Febbraio 2009 - 6 Giugno 2009 (Ristampa*)                                                  | 나 같은 사람 너 같은 사람 (Feat. Yoon Mi Rae)(Remix ver.)*                      | —                                                                               |                                                                                 |                                          |                                          |                                          |                                          |                                          |                                          |                                          |                                          |                                          |                                          |                                          |                                          |
| 2012 | Parallax - Rilascio: 19 Giugno 2012                                                                                                 |                                                                                 |                                                                                 |                                                                                 |                                          |                                          |                                          |                                          |                                          |                                          |                                          |                                          |                                          |                                          |                                          |                                          |
| 2012 | Parallax - Rilascio: 19 Giugno 2012                                                                                                 | 그렇게 하면 돼 (Now You Can)                                                    | 105                                                                             | - KOR: 47.658+                                                                  |                                          |                                          |                                          |                                          |                                          |                                          |                                          |                                          |                                          |                                          |                                          |                                          |
| 2012 | Parallax - Rilascio: 19 Giugno 2012                                                                                                 | 실감 (Realize)                                                                  | 122                                                                             | - KOR: 38.420+                                                                  |                                          |                                          |                                          |                                          |                                          |                                          |                                          |                                          |                                          |                                          |                                          |                                          |
| 2012 | Parallax - Rilascio: 19 Giugno 2012                                                                                                 | 도시전설 (Urban Legend)                                                         | 132                                                                             | - KOR: 35.434+                                                                  |                                          |                                          |                                          |                                          |                                          |                                          |                                          |                                          |                                          |                                          |                                          |                                          |
| 2012 | Parallax - Rilascio: 19 Giugno 2012                                                                                                 | 미안해 (Im Sorry)                                                               | 21                                                                              | - KOR: 344.580+                                                                 |                                          |                                          |                                          |                                          |                                          |                                          |                                          |                                          |                                          |                                          |                                          |                                          |
| 2012 | Parallax - Rilascio: 19 Giugno 2012                                                                                                 | Raindrops                                                                       | 138                                                                             | - KOR: 35,311+                                                                  |                                          |                                          |                                          |                                          |                                          |                                          |                                          |                                          |                                          |                                          |                                          |                                          |
| 2012 | Parallax - Rilascio: 19 Giugno 2012                                                                                                 | 서두르지 마요 (Do Not Hurry)                                                    | 120                                                                             | - KOR: 39.259+                                                                  |                                          |                                          |                                          |                                          |                                          |                                          |                                          |                                          |                                          |                                          |                                          |                                          |
| 2012 | Parallax - Rilascio: 19 Giugno 2012                                                                                                 | 손해 (損害) (Damage)                                                            | 142                                                                             | - KOR: 32.632+                                                                  |                                          |                                          |                                          |                                          |                                          |                                          |                                          |                                          |                                          |                                          |                                          |                                          |
| 2012 | Parallax - Rilascio: 19 Giugno 2012                                                                                                 | Any Other Man (Feat. membri della band nel tour 2012)                           | 147                                                                             | - KOR: 30.790+                                                                  |                                          |                                          |                                          |                                          |                                          |                                          |                                          |                                          |                                          |                                          |                                          |                                          |
| 2012 | Parallax - Rilascio: 19 Giugno 2012                                                                                                 | You Don't Know Me (con EAeon)                                                   | 148                                                                             | - KOR: 30.867+                                                                  |                                          |                                          |                                          |                                          |                                          |                                          |                                          |                                          |                                          |                                          |                                          |                                          |
| 2012 | Parallax - Rilascio: 19 Giugno 2012                                                                                                 | 바람소리 속에 그대가 (Sound of Wind In You)                                     | 144                                                                             | - KOR: 32.462+                                                                  |                                          |                                          |                                          |                                          |                                          |                                          |                                          |                                          |                                          |                                          |                                          |                                          |
| 2012 | Parallax - Rilascio: 19 Giugno 2012                                                                                                 | Song For Me                                                                     | 117                                                                             | - KOR: 39.465+                                                                  |                                          |                                          |                                          |                                          |                                          |                                          |                                          |                                          |                                          |                                          |                                          |                                          |
| 2019 | The Wonder - Rilascio: 18 Luglio 2019 - 18 Agosto 2019 (Ristampa*)                                                                  |                                                                                 |                                                                                 |                                                                                 |                                          |                                          |                                          |                                          |                                          |                                          |                                          |                                          |                                          |                                          |                                          |                                          |
| 2019 | The Wonder - Rilascio: 18 Luglio 2019 - 18 Agosto 2019 (Ristampa*)                                                                  | 같이 (With You)                                                                 | —                                                                               |                                                                                 |                                          |                                          |                                          |                                          |                                          |                                          |                                          |                                          |                                          |                                          |                                          |                                          |
| 2019 | The Wonder - Rilascio: 18 Luglio 2019 - 18 Agosto 2019 (Ristampa*)                                                                  | 다시 사랑이 (Love, Again)*                                                      | —                                                                               |                                                                                 |                                          |                                          |                                          |                                          |                                          |                                          |                                          |                                          |                                          |                                          |                                          |                                          |
| 2019 | The Wonder - Rilascio: 18 Luglio 2019 - 18 Agosto 2019 (Ristampa*)                                                                  | 기억하자 (Remember)                                                             | —                                                                               |                                                                                 |                                          |                                          |                                          |                                          |                                          |                                          |                                          |                                          |                                          |                                          |                                          |                                          |
| 2019 | The Wonder - Rilascio: 18 Luglio 2019 - 18 Agosto 2019 (Ristampa*)                                                                  | Seventeen                                                                       | —                                                                               |                                                                                 |                                          |                                          |                                          |                                          |                                          |                                          |                                          |                                          |                                          |                                          |                                          |                                          |
| 2019 | The Wonder - Rilascio: 18 Luglio 2019 - 18 Agosto 2019 (Ristampa*)                                                                  | 같은 우산 (Same Umbrella)                                                       | —                                                                               |                                                                                 |                                          |                                          |                                          |                                          |                                          |                                          |                                          |                                          |                                          |                                          |                                          |                                          |
| 2019 | The Wonder - Rilascio: 18 Luglio 2019 - 18 Agosto 2019 (Ristampa*)                                                                  | The End                                                                         | —                                                                               |                                                                                 |                                          |                                          |                                          |                                          |                                          |                                          |                                          |                                          |                                          |                                          |                                          |                                          |
| 2019 | The Wonder - Rilascio: 18 Luglio 2019 - 18 Agosto 2019 (Ristampa*)                                                                  | Minimal World                                                                   | —                                                                               |                                                                                 |                                          |                                          |                                          |                                          |                                          |                                          |                                          |                                          |                                          |                                          |                                          |                                          |
| 2019 | The Wonder - Rilascio: 18 Luglio 2019 - 18 Agosto 2019 (Ristampa*)                                                                  | 연애중 (Courting)                                                               | —                                                                               |                                                                                 |                                          |                                          |                                          |                                          |                                          |                                          |                                          |                                          |                                          |                                          |                                          |                                          |
| 2019 | The Wonder - Rilascio: 18 Luglio 2019 - 18 Agosto 2019 (Ristampa*)                                                                  | 같이 (With You) (instrumental)                                                  | —                                                                               |                                                                                 |                                          |                                          |                                          |                                          |                                          |                                          |                                          |                                          |                                          |                                          |                                          |                                          |
| 2023 | The Bridge - Rilascio: 1 Maggio 2023                                                                                                |                                                                                 |                                                                                 |                                                                                 |                                          |                                          |                                          |                                          |                                          |                                          |                                          |                                          |                                          |                                          |                                          |                                          |
| 2023 | The Bridge - Rilascio: 1 Maggio 2023                                                                                                | Intro: 걸음걸이 (Intro: Steps)                                                  | —                                                                               |                                                                                 |                                          |                                          |                                          |                                          |                                          |                                          |                                          |                                          |                                          |                                          |                                          |                                          |
| 2023 | The Bridge - Rilascio: 1 Maggio 2023                                                                                                | 그대라는 바다 (You Are The Sea)                                                 | —                                                                               |                                                                                 |                                          |                                          |                                          |                                          |                                          |                                          |                                          |                                          |                                          |                                          |                                          |                                          |
| 2023 | The Bridge - Rilascio: 1 Maggio 2023                                                                                                | Imma Fly                                                                        | —                                                                               |                                                                                 |                                          |                                          |                                          |                                          |                                          |                                          |                                          |                                          |                                          |                                          |                                          |                                          |
| 2023 | The Bridge - Rilascio: 1 Maggio 2023                                                                                                | 말 한 마디 (Words Unsaid)                                                       | —                                                                               |                                                                                 |                                          |                                          |                                          |                                          |                                          |                                          |                                          |                                          |                                          |                                          |                                          |                                          |
| 2023 | The Bridge - Rilascio: 1 Maggio 2023                                                                                                | 그대 품에 머물고 싶어라 (In Your Arms)                                          | —                                                                               |                                                                                 |                                          |                                          |                                          |                                          |                                          |                                          |                                          |                                          |                                          |                                          |                                          |                                          |
| 2023 | The Bridge - Rilascio: 1 Maggio 2023                                                                                                | 나의 봄 (My Spring)                                                             | —                                                                               |                                                                                 |                                          |                                          |                                          |                                          |                                          |                                          |                                          |                                          |                                          |                                          |                                          |                                          |
| 2023 | The Bridge - Rilascio: 1 Maggio 2023                                                                                                | 이름을 잃은 별을 이어서 (Constellations)                                        | —                                                                               |                                                                                 |                                          |                                          |                                          |                                          |                                          |                                          |                                          |                                          |                                          |                                          |                                          |                                          |
| 2023 | The Bridge - Rilascio: 1 Maggio 2023                                                                                                | Only One                                                                        | —                                                                               |                                                                                 |                                          |                                          |                                          |                                          |                                          |                                          |                                          |                                          |                                          |                                          |                                          |                                          |
| 2023 | The Bridge - Rilascio: 1 Maggio 2023                                                                                                | 하늘을 날다 (Hot Air Balloon)                                                   | —                                                                               |                                                                                 |                                          |                                          |                                          |                                          |                                          |                                          |                                          |                                          |                                          |                                          |                                          |                                          |
| 2023 | The Bridge - Rilascio: 1 Maggio 2023                                                                                                | Let's Be A Family                                                               | —                                                                               |                                                                                 |                                          |                                          |                                          |                                          |                                          |                                          |                                          |                                          |                                          |                                          |                                          |                                          |
| 2023 | The Bridge - Rilascio: 1 Maggio 2023                                                                                                | 다시 겨울이야 (Another Winter) full ver.                                        | —                                                                               |                                                                                 |                                          |                                          |                                          |                                          |                                          |                                          |                                          |                                          |                                          |                                          |                                          |                                          |
| 2023 | The Bridge - Rilascio: 1 Maggio 2023                                                                                                | Constellations (Eng. ver.)                                                      | —                                                                               |                                                                                 |                                          |                                          |                                          |                                          |                                          |                                          |                                          |                                          |                                          |                                          |                                          |                                          |
| 2023 | The Bridge - Rilascio: 1 Maggio 2023                                                                                                | 겨울 할 일 (Little Hands)                                                       | —                                                                               |                                                                                 |                                          |                                          |                                          |                                          |                                          |                                          |                                          |                                          |                                          |                                          |                                          |                                          |
| 2023 | The Bridge - Rilascio: 1 Maggio 2023                                                                                                | Inertia                                                                         | —                                                                               |                                                                                 |                                          |                                          |                                          |                                          |                                          |                                          |                                          |                                          |                                          |                                          |                                          |                                          |
| 2023 | The Bridge - Rilascio: 1 Maggio 2023                                                                                                | The Magic I Once Had                                                            | —                                                                               |                                                                                 |                                          |                                          |                                          |                                          |                                          |                                          |                                          |                                          |                                          |                                          |                                          |                                          |
| 2023 | The Bridge - Rilascio: 1 Maggio 2023                                                                                                | Winter's Heart                                                                  | —                                                                               |                                                                                 |                                          |                                          |                                          |                                          |                                          |                                          |                                          |                                          |                                          |                                          |                                          |                                          |
| 2023 | The Bridge - Rilascio: 1 Maggio 2023                                                                                                | 다시 겨울이야 (Another Winter) Four seasons ver.                                | —                                                                               |                                                                                 |                                          |                                          |                                          |                                          |                                          |                                          |                                          |                                          |                                          |                                          |                                          |                                          |
| Album speciali | |                                                                                 |                                                                                 |                                                                                 |                                          |                                          |                                          |                                          |                                          |                                          |                                          |                                          |                                          |                                          |                                          |                                          |
| 2001 | Forever/Lena Park Forever - Rilascio: 4 Maggio 2001 - 4 Agosto 2011 (Ristampa) - Vendite: 30.336+                                   |                                                                                 |                                                                                 |                                                                                 |                                          |                                          |                                          |                                          |                                          |                                          |                                          |                                          |                                          |                                          |                                          |                                          |
| 2001 | Forever/Lena Park Forever - Rilascio: 4 Maggio 2001 - 4 Agosto 2011 (Ristampa) - Vendite: 30.336+                                   | Intro                                                                           | —                                                                               |                                                                                 |                                          |                                          |                                          |                                          |                                          |                                          |                                          |                                          |                                          |                                          |                                          |                                          |
| 2001 | Forever/Lena Park Forever - Rilascio: 4 Maggio 2001 - 4 Agosto 2011 (Ristampa) - Vendite: 30.336+                                   | 3:30 AM                                                                         | —                                                                               |                                                                                 |                                          |                                          |                                          |                                          |                                          |                                          |                                          |                                          |                                          |                                          |                                          |                                          |
| 2001 | Forever/Lena Park Forever - Rilascio: 4 Maggio 2001 - 4 Agosto 2011 (Ristampa) - Vendite: 30.336+                                   | 마지막 시간                                                                     | —                                                                               |                                                                                 |                                          |                                          |                                          |                                          |                                          |                                          |                                          |                                          |                                          |                                          |                                          |                                          |
| 2001 | Forever/Lena Park Forever - Rilascio: 4 Maggio 2001 - 4 Agosto 2011 (Ristampa) - Vendite: 30.336+                                   | 오해야                                                                          | —                                                                               |                                                                                 |                                          |                                          |                                          |                                          |                                          |                                          |                                          |                                          |                                          |                                          |                                          |                                          |
| 2001 | Forever/Lena Park Forever - Rilascio: 4 Maggio 2001 - 4 Agosto 2011 (Ristampa) - Vendite: 30.336+                                   | One Summer Night 97`                                                            | —                                                                               |                                                                                 |                                          |                                          |                                          |                                          |                                          |                                          |                                          |                                          |                                          |                                          |                                          |                                          |
| 2001 | Forever/Lena Park Forever - Rilascio: 4 Maggio 2001 - 4 Agosto 2011 (Ristampa) - Vendite: 30.336+                                   | 첫 눈                                                                           | —                                                                               |                                                                                 |                                          |                                          |                                          |                                          |                                          |                                          |                                          |                                          |                                          |                                          |                                          |                                          |
| 2001 | Forever/Lena Park Forever - Rilascio: 4 Maggio 2001 - 4 Agosto 2011 (Ristampa) - Vendite: 30.336+                                   | 어떡해                                                                          | —                                                                               |                                                                                 |                                          |                                          |                                          |                                          |                                          |                                          |                                          |                                          |                                          |                                          |                                          |                                          |
| 2001 | Forever/Lena Park Forever - Rilascio: 4 Maggio 2001 - 4 Agosto 2011 (Ristampa) - Vendite: 30.336+                                   | 내 안의 그리움                                                                  | —                                                                               |                                                                                 |                                          |                                          |                                          |                                          |                                          |                                          |                                          |                                          |                                          |                                          |                                          |                                          |
| 2001 | Forever/Lena Park Forever - Rilascio: 4 Maggio 2001 - 4 Agosto 2011 (Ristampa) - Vendite: 30.336+                                   | 엉큼한 너                                                                       | —                                                                               |                                                                                 |                                          |                                          |                                          |                                          |                                          |                                          |                                          |                                          |                                          |                                          |                                          |                                          |
| 2001 | Forever/Lena Park Forever - Rilascio: 4 Maggio 2001 - 4 Agosto 2011 (Ristampa) - Vendite: 30.336+                                   | Baby`s Groove                                                                   | —                                                                               |                                                                                 |                                          |                                          |                                          |                                          |                                          |                                          |                                          |                                          |                                          |                                          |                                          |                                          |
| 2001 | Forever/Lena Park Forever - Rilascio: 4 Maggio 2001 - 4 Agosto 2011 (Ristampa) - Vendite: 30.336+                                   | We Are Friends                                                                  | —                                                                               |                                                                                 |                                          |                                          |                                          |                                          |                                          |                                          |                                          |                                          |                                          |                                          |                                          |                                          |
| 2001 | Forever/Lena Park Forever - Rilascio: 4 Maggio 2001 - 4 Agosto 2011 (Ristampa) - Vendite: 30.336+                                   | Outro                                                                           | —                                                                               |                                                                                 |                                          |                                          |                                          |                                          |                                          |                                          |                                          |                                          |                                          |                                          |                                          |                                          |
| 2002 | The Romantic Story of Park Jung Hyun - Rilascio: 24 Ottobre 2002 - Vendite: 24,695+                                                 |                                                                                 |                                                                                 |                                                                                 |                                          |                                          |                                          |                                          |                                          |                                          |                                          |                                          |                                          |                                          |                                          |                                          |
| 2002 | The Romantic Story of Park Jung Hyun - Rilascio: 24 Ottobre 2002 - Vendite: 24,695+                                                 | 아무말도 아무것도 (No Word, Nothing)                                            | Best of Lena Park - Solo versione fisica                                        | Best of Lena Park - Solo versione fisica                                        | Best of Lena Park - Solo versione fisica | Best of Lena Park - Solo versione fisica | Best of Lena Park - Solo versione fisica | Best of Lena Park - Solo versione fisica | Best of Lena Park - Solo versione fisica | Best of Lena Park - Solo versione fisica | Best of Lena Park - Solo versione fisica | Best of Lena Park - Solo versione fisica | Best of Lena Park - Solo versione fisica | Best of Lena Park - Solo versione fisica | Best of Lena Park - Solo versione fisica | Best of Lena Park - Solo versione fisica |
| 2002 | The Romantic Story of Park Jung Hyun - Rilascio: 24 Ottobre 2002 - Vendite: 24,695+                                                 | 몽중인 (夢中人) (Crazy People)                                                  |                                                                                 |                                                                                 |                                          |                                          |                                          |                                          |                                          |                                          |                                          |                                          |                                          |                                          |                                          |                                          |
| 2002 | The Romantic Story of Park Jung Hyun - Rilascio: 24 Ottobre 2002 - Vendite: 24,695+                                                 | 오랫만에 (In A Long Time) (Acoustic Ver.)                                       |                                                                                 |                                                                                 |                                          |                                          |                                          |                                          |                                          |                                          |                                          |                                          |                                          |                                          |                                          |                                          |
| 2002 | The Romantic Story of Park Jung Hyun - Rilascio: 24 Ottobre 2002 - Vendite: 24,695+                                                 | 사랑보다 깊은 상처 (A Wound Deeper Than Love)                                   |                                                                                 |                                                                                 |                                          |                                          |                                          |                                          |                                          |                                          |                                          |                                          |                                          |                                          |                                          |                                          |
| 2002 | The Romantic Story of Park Jung Hyun - Rilascio: 24 Ottobre 2002 - Vendite: 24,695+                                                 | 까만 일기장 (Black Diary)                                                       |                                                                                 |                                                                                 |                                          |                                          |                                          |                                          |                                          |                                          |                                          |                                          |                                          |                                          |                                          |                                          |
| 2002 | The Romantic Story of Park Jung Hyun - Rilascio: 24 Ottobre 2002 - Vendite: 24,695+                                                 | 나의 하루 (My Day)                                                              |                                                                                 |                                                                                 |                                          |                                          |                                          |                                          |                                          |                                          |                                          |                                          |                                          |                                          |                                          |                                          |
| 2002 | The Romantic Story of Park Jung Hyun - Rilascio: 24 Ottobre 2002 - Vendite: 24,695+                                                 | 편지할께요 (I'll Write You A Letter)                                            |                                                                                 |                                                                                 |                                          |                                          |                                          |                                          |                                          |                                          |                                          |                                          |                                          |                                          |                                          |                                          |
| 2002 | The Romantic Story of Park Jung Hyun - Rilascio: 24 Ottobre 2002 - Vendite: 24,695+                                                 | You Mean Everything To Me                                                       |                                                                                 |                                                                                 |                                          |                                          |                                          |                                          |                                          |                                          |                                          |                                          |                                          |                                          |                                          |                                          |
| 2002 | The Romantic Story of Park Jung Hyun - Rilascio: 24 Ottobre 2002 - Vendite: 24,695+                                                 | 다신 없겠죠 (Never Again)                                                       |                                                                                 |                                                                                 |                                          |                                          |                                          |                                          |                                          |                                          |                                          |                                          |                                          |                                          |                                          |                                          |
| 2002 | The Romantic Story of Park Jung Hyun - Rilascio: 24 Ottobre 2002 - Vendite: 24,695+                                                 | P.S. I Love You                                                                 |                                                                                 |                                                                                 |                                          |                                          |                                          |                                          |                                          |                                          |                                          |                                          |                                          |                                          |                                          |                                          |
| 2002 | The Romantic Story of Park Jung Hyun - Rilascio: 24 Ottobre 2002 - Vendite: 24,695+                                                 | 친구처럼 (Like Friends)                                                         |                                                                                 |                                                                                 |                                          |                                          |                                          |                                          |                                          |                                          |                                          |                                          |                                          |                                          |                                          |                                          |
| 2002 | The Romantic Story of Park Jung Hyun - Rilascio: 24 Ottobre 2002 - Vendite: 24,695+                                                 | 전야제 (Last Night)                                                             |                                                                                 |                                                                                 |                                          |                                          |                                          |                                          |                                          |                                          |                                          |                                          |                                          |                                          |                                          |                                          |
| 2002 | The Romantic Story of Park Jung Hyun - Rilascio: 24 Ottobre 2002 - Vendite: 24,695+                                                 | 늘 푸른 (Evergreen)                                                             |                                                                                 |                                                                                 |                                          |                                          |                                          |                                          |                                          |                                          |                                          |                                          |                                          |                                          |                                          |                                          |
| 2002 | The Romantic Story of Park Jung Hyun - Rilascio: 24 Ottobre 2002 - Vendite: 24,695+                                                 | 힘내! (Come on!)                                                                |                                                                                 |                                                                                 |                                          |                                          |                                          |                                          |                                          |                                          |                                          |                                          |                                          |                                          |                                          |                                          |
| 2003 / 2004 | Live Op.4 Concert Project 4th Movement - Rilascio: 3 Luglio 2003 - Vendite: 42,006+ Live The Album (DVD Short Edit) - 24 Marzo 2004 |                                                                                 |                                                                                 |                                                                                 |                                          |                                          |                                          |                                          |                                          |                                          |                                          |                                          |                                          |                                          |                                          |                                          |
| 2003 / 2004 | Live Op.4 Concert Project 4th Movement - Rilascio: 3 Luglio 2003 - Vendite: 42,006+ Live The Album (DVD Short Edit) - 24 Marzo 2004 | 꿈에 (In Dreams)                                                                | 284                                                                             | - KOR: 16.147+                                                                  |                                          |                                          |                                          |                                          |                                          |                                          |                                          |                                          |                                          |                                          |                                          |                                          |
| 2003 / 2004 | Live Op.4 Concert Project 4th Movement - Rilascio: 3 Luglio 2003 - Vendite: 42,006+ Live The Album (DVD Short Edit) - 24 Marzo 2004 | 오랜만에 (After A Long Time)                                                    | —                                                                               | - KOR: 2.904+                                                                   |                                          |                                          |                                          |                                          |                                          |                                          |                                          |                                          |                                          |                                          |                                          |                                          |
| 2003 / 2004 | Live Op.4 Concert Project 4th Movement - Rilascio: 3 Luglio 2003 - Vendite: 42,006+ Live The Album (DVD Short Edit) - 24 Marzo 2004 | 앤 (Ann)                                                                        | —                                                                               |                                                                                 |                                          |                                          |                                          |                                          |                                          |                                          |                                          |                                          |                                          |                                          |                                          |                                          |
| 2003 / 2004 | Live Op.4 Concert Project 4th Movement - Rilascio: 3 Luglio 2003 - Vendite: 42,006+ Live The Album (DVD Short Edit) - 24 Marzo 2004 | 좋은 나라                                                                       | —                                                                               |                                                                                 |                                          |                                          |                                          |                                          |                                          |                                          |                                          |                                          |                                          |                                          |                                          |                                          |
| 2009 | Immortal Masterpiece - Rilascio: 17 Novembre 2009 - Vendite: 10.726+                                                                | Contenente i primi tre album di Lena Park (Piece, A Second Helping & Naturally) | Contenente i primi tre album di Lena Park (Piece, A Second Helping & Naturally) | Contenente i primi tre album di Lena Park (Piece, A Second Helping & Naturally) |                                          |                                          |                                          |                                          |                                          |                                          |                                          |                                          |                                          |                                          |                                          |                                          |
| 2010 | Cover Me Vol.1 - Rilascio: 18 Novembre 2010                                                                                         |                                                                                 |                                                                                 |                                                                                 |                                          |                                          |                                          |                                          |                                          |                                          |                                          |                                          |                                          |                                          |                                          |                                          |
| 2010 | Cover Me Vol.1 - Rilascio: 18 Novembre 2010                                                                                         | You Mean Everything To Me                                                       | 94                                                                              | - KOR: 8.631+                                                                   |                                          |                                          |                                          |                                          |                                          |                                          |                                          |                                          |                                          |                                          |                                          |                                          |
| 2010 | Cover Me Vol.1 - Rilascio: 18 Novembre 2010                                                                                         | Everything Everything! (Reprise)                                                | —                                                                               |                                                                                 |                                          |                                          |                                          |                                          |                                          |                                          |                                          |                                          |                                          |                                          |                                          |                                          |
| 2010 | Cover Me Vol.1 - Rilascio: 18 Novembre 2010                                                                                         | 편지할께요 (I'll Write You A Letter)                                            | —                                                                               | - KOR: 7.416+                                                                   |                                          |                                          |                                          |                                          |                                          |                                          |                                          |                                          |                                          |                                          |                                          |                                          |
| 2010 | Cover Me Vol.1 - Rilascio: 18 Novembre 2010                                                                                         | P.S. I Love You                                                                 | —                                                                               | - KOR: 15.088+                                                                  |                                          |                                          |                                          |                                          |                                          |                                          |                                          |                                          |                                          |                                          |                                          |                                          |
| 2010 | Cover Me Vol.1 - Rilascio: 18 Novembre 2010                                                                                         | 몽중인 (夢中人) (Crazy People)                                                  | —                                                                               | - KOR: 4.655+                                                                   |                                          |                                          |                                          |                                          |                                          |                                          |                                          |                                          |                                          |                                          |                                          |                                          |
| 2010 | Cover Me Vol.1 - Rilascio: 18 Novembre 2010                                                                                         | 나의 하루 (Live) (My day)                                                       | —                                                                               | - KOR: 2.713+                                                                   |                                          |                                          |                                          |                                          |                                          |                                          |                                          |                                          |                                          |                                          |                                          |                                          |
| 2010 | Cover Me Vol.1 - Rilascio: 18 Novembre 2010                                                                                         | Vincent                                                                         | —                                                                               |                                                                                 |                                          |                                          |                                          |                                          |                                          |                                          |                                          |                                          |                                          |                                          |                                          |                                          |
| 2010 | Cover Me Vol.1 - Rilascio: 18 Novembre 2010                                                                                         | 바람에 지는 꽃 (Live) (The Flower That Falls In The Wind)                       | —                                                                               |                                                                                 |                                          |                                          |                                          |                                          |                                          |                                          |                                          |                                          |                                          |                                          |                                          |                                          |
| 2012 | Gift - Rilascio: 11 Dicembre 2012 - Vendite: 2.718+                                                                                 |                                                                                 |                                                                                 |                                                                                 |                                          |                                          |                                          |                                          |                                          |                                          |                                          |                                          |                                          |                                          |                                          |                                          |
| 2012 | Gift - Rilascio: 11 Dicembre 2012 - Vendite: 2.718+                                                                                 | Beautiful You (아름다운 너를 English ver.)                                      | Solo nella versione fisica dell'album                                           | Solo nella versione fisica dell'album                                           | Solo nella versione fisica dell'album    | Solo nella versione fisica dell'album    | Solo nella versione fisica dell'album    | Solo nella versione fisica dell'album    | Solo nella versione fisica dell'album    | Solo nella versione fisica dell'album    |                                          |                                          |                                          |                                          |                                          |                                          |
| 2012 | Gift - Rilascio: 11 Dicembre 2012 - Vendite: 2.718+                                                                                 | 사람, 사랑 (Human, Love; con Kim Bom-soo)                                       |                                                                                 |                                                                                 |                                          |                                          |                                          |                                          |                                          |                                          |                                          |                                          |                                          |                                          |                                          |                                          |
| 2012 | Gift - Rilascio: 11 Dicembre 2012 - Vendite: 2.718+                                                                                 | 잘자요 그대                                                                     |                                                                                 |                                                                                 |                                          |                                          |                                          |                                          |                                          |                                          |                                          |                                          |                                          |                                          |                                          |                                          |
| 2012 | Gift - Rilascio: 11 Dicembre 2012 - Vendite: 2.718+                                                                                 | 너 말이야 (015B feat. Lena Park & Dynamic Duo)                                  |                                                                                 |                                                                                 |                                          |                                          |                                          |                                          |                                          |                                          |                                          |                                          |                                          |                                          |                                          |                                          |
| 2012 | Gift - Rilascio: 11 Dicembre 2012 - Vendite: 2.718+                                                                                 | 우리 참 좋았는데 (Sung Si Kyung feat. Lena Park)                                |                                                                                 |                                                                                 |                                          |                                          |                                          |                                          |                                          |                                          |                                          |                                          |                                          |                                          |                                          |                                          |
| 2012 | Gift - Rilascio: 11 Dicembre 2012 - Vendite: 2.718+                                                                                 | 도착 (Arrivee;con Yoon Jong Shin)                                               |                                                                                 |                                                                                 |                                          |                                          |                                          |                                          |                                          |                                          |                                          |                                          |                                          |                                          |                                          |                                          |
| 2012 | Gift - Rilascio: 11 Dicembre 2012 - Vendite: 2.718+                                                                                 | 지금 이 순간 (con Kim Jo han)                                                   |                                                                                 |                                                                                 |                                          |                                          |                                          |                                          |                                          |                                          |                                          |                                          |                                          |                                          |                                          |                                          |
| 2012 | Gift - Rilascio: 11 Dicembre 2012 - Vendite: 2.718+                                                                                 | Pokarekare Ana                                                                  |                                                                                 |                                                                                 |                                          |                                          |                                          |                                          |                                          |                                          |                                          |                                          |                                          |                                          |                                          |                                          |
| 2012 | Gift - Rilascio: 11 Dicembre 2012 - Vendite: 2.718+                                                                                 | 그렇게 하면 돼 (Now You Can)                                                    | —                                                                               | - KOR: 4.615+                                                                   |                                          |                                          |                                          |                                          |                                          |                                          |                                          |                                          |                                          |                                          |                                          |                                          |
| 2012 | Gift - Rilascio: 11 Dicembre 2012 - Vendite: 2.718+                                                                                 | 실감 (Realize)                                                                  | —                                                                               | - KOR: 4.296+                                                                   |                                          |                                          |                                          |                                          |                                          |                                          |                                          |                                          |                                          |                                          |                                          |                                          |
| 2012 | Gift - Rilascio: 11 Dicembre 2012 - Vendite: 2.718+                                                                                 | 도시전설 (Urban Legend)                                                         | —                                                                               | - KOR: 4.156+                                                                   |                                          |                                          |                                          |                                          |                                          |                                          |                                          |                                          |                                          |                                          |                                          |                                          |
| 2012 | Gift - Rilascio: 11 Dicembre 2012 - Vendite: 2.718+                                                                                 | 미안해 (Im Sorry)                                                               | —                                                                               | - KOR: 4.670 +                                                                  |                                          |                                          |                                          |                                          |                                          |                                          |                                          |                                          |                                          |                                          |                                          |                                          |
| 2012 | Gift - Rilascio: 11 Dicembre 2012 - Vendite: 2.718+                                                                                 | Raindrops                                                                       | —                                                                               | - KOR: 4.359+                                                                   |                                          |                                          |                                          |                                          |                                          |                                          |                                          |                                          |                                          |                                          |                                          |                                          |
| 2012 | Gift - Rilascio: 11 Dicembre 2012 - Vendite: 2.718+                                                                                 | 서두르지 마요 (Do Not Hurry)                                                    | —                                                                               | - KOR: 4.508+                                                                   |                                          |                                          |                                          |                                          |                                          |                                          |                                          |                                          |                                          |                                          |                                          |                                          |
| 2012 | Gift - Rilascio: 11 Dicembre 2012 - Vendite: 2.718+                                                                                 | 손해 (損害) (Damage)                                                            | —                                                                               | - KOR: 4.202+                                                                   |                                          |                                          |                                          |                                          |                                          |                                          |                                          |                                          |                                          |                                          |                                          |                                          |
| 2012 | Gift - Rilascio: 11 Dicembre 2012 - Vendite: 2.718+                                                                                 | Any Other Man (Feat. band del tour 2012)                                        | —                                                                               | - KOR: 4.284+                                                                   |                                          |                                          |                                          |                                          |                                          |                                          |                                          |                                          |                                          |                                          |                                          |                                          |
| 2012 | Gift - Rilascio: 11 Dicembre 2012 - Vendite: 2.718+                                                                                 | You Don't Know Me (con EAeon)                                                   | —                                                                               | - KOR: 4.304+                                                                   |                                          |                                          |                                          |                                          |                                          |                                          |                                          |                                          |                                          |                                          |                                          |                                          |
| 2012 | Gift - Rilascio: 11 Dicembre 2012 - Vendite: 2.718+                                                                                 | 바람소리 속에 그대가 (Sound of Wind In You)                                     | —                                                                               | - KOR: 4.590+                                                                   |                                          |                                          |                                          |                                          |                                          |                                          |                                          |                                          |                                          |                                          |                                          |                                          |
| 2012 | Gift - Rilascio: 11 Dicembre 2012 - Vendite: 2.718+                                                                                 | Song For Me                                                                     | —                                                                               | - KOR: 4.718+                                                                   |                                          |                                          |                                          |                                          |                                          |                                          |                                          |                                          |                                          |                                          |                                          |                                          |
| 2012 | Gift - Rilascio: 11 Dicembre 2012 - Vendite: 2.718+                                                                                 | 세노야                                                                          | 119                                                                             | - KOR: 40.237+                                                                  |                                          |                                          |                                          |                                          |                                          |                                          |                                          |                                          |                                          |                                          |                                          |                                          |
| 2012 | Gift - Rilascio: 11 Dicembre 2012 - Vendite: 2.718+                                                                                 | 우연히 (By Chance)                                                              | —                                                                               | - KOR: 7.005+                                                                   |                                          |                                          |                                          |                                          |                                          |                                          |                                          |                                          |                                          |                                          |                                          |                                          |
| 2012 | Gift - Rilascio: 11 Dicembre 2012 - Vendite: 2.718+                                                                                 | 겨울비 (Winter Rain)                                                            | —                                                                               | - KOR: 6.994+                                                                   |                                          |                                          |                                          |                                          |                                          |                                          |                                          |                                          |                                          |                                          |                                          |                                          |
| 2012 | Gift - Rilascio: 11 Dicembre 2012 - Vendite: 2.718+                                                                                 | 첫인상 (First Impression)                                                       | —                                                                               | - KOR: 5.548+                                                                   |                                          |                                          |                                          |                                          |                                          |                                          |                                          |                                          |                                          |                                          |                                          |                                          |
| 2012 | Gift - Rilascio: 11 Dicembre 2012 - Vendite: 2.718+                                                                                 | 그대 내 품에 (You In My Arms)                                                   | —                                                                               | - KOR: 7.321+                                                                   |                                          |                                          |                                          |                                          |                                          |                                          |                                          |                                          |                                          |                                          |                                          |                                          |
| 2012 | Gift - Rilascio: 11 Dicembre 2012 - Vendite: 2.718+                                                                                 | 나 가거든 (If I Leave)                                                          | —                                                                               | - KOR: 6.505+                                                                   |                                          |                                          |                                          |                                          |                                          |                                          |                                          |                                          |                                          |                                          |                                          |                                          |
| 2012 | Gift - Rilascio: 11 Dicembre 2012 - Vendite: 2.718+                                                                                 | 내 낡은 서랍속의 바다 (The Sea In My Worn Drawer)                               | —                                                                               | - KOR: 5.945+                                                                   |                                          |                                          |                                          |                                          |                                          |                                          |                                          |                                          |                                          |                                          |                                          |                                          |
| 2012 | Gift - Rilascio: 11 Dicembre 2012 - Vendite: 2.718+                                                                                 | 이젠 그랬으면 좋겠네 (I Hope It Would Be That Way Now)                          | —                                                                               | - KOR: 7.804+                                                                   |                                          |                                          |                                          |                                          |                                          |                                          |                                          |                                          |                                          |                                          |                                          |                                          |
| 2012 | Gift - Rilascio: 11 Dicembre 2012 - Vendite: 2.718+                                                                                 | 이브의 경고 (Eve's Warning)                                                     | —                                                                               | - KOR: 5.208+                                                                   |                                          |                                          |                                          |                                          |                                          |                                          |                                          |                                          |                                          |                                          |                                          |                                          |
| 2012 | Gift - Rilascio: 11 Dicembre 2012 - Vendite: 2.718+                                                                                 | 소나기 (Shower)                                                                 | —                                                                               | - KOR: 5.713+                                                                   |                                          |                                          |                                          |                                          |                                          |                                          |                                          |                                          |                                          |                                          |                                          |                                          |
| 2012 | Gift - Rilascio: 11 Dicembre 2012 - Vendite: 2.718+                                                                                 | 그것만이 내 세상 (It's Only My World)                                           | —                                                                               | - KOR: 5.715+                                                                   |                                          |                                          |                                          |                                          |                                          |                                          |                                          |                                          |                                          |                                          |                                          |                                          |
| Le sezioni di colore grigio stanno ad indicare dei dati non disponibili mentre il segno "—" denota le canzoni che non sono apparse nella classifica. N.B. Gaon Chart ha iniziato a classificare i brani musicali dal 2010 e soltanto dal marzo del 2011 vengono trascritti i risultati delle vendite digitali. N.B. Gaon Chart TOP 400 è stato visualizzabile a partire dal 3 Agosto 2016 fino al 12 Ottobre 2016 per tutti i tipi di utenti. N.B. Da gennaio 2018 non vengono più trascritti i dati di vendite delle singole canzoni. | |                                                                                 |                                                                                 |                                                                                 |                                          |                                          |                                          |                                          |                                          |                                          |                                          |                                          |                                          |                                          |                                          |                                          |

#### Singoli
| Titolo | Anno | Picco KOR Gaon | Vendite (digitali)                       | Album                                                                              |
| --- | ---- | -------------- | ---------------------------------------- | ---------------------------------------------------------------------------------- |
| 위태로운 이야기 (Precarious Story) | 2006 | —              | - KOR: 3.029+                            | 위태로운 이야기 (Precarious Story)                                                 |
| 위태로운 이야기 (Acoustic ver.) | 2006 | —              |                                          | 위태로운 이야기 caramel                                                            |
| 위태로운 이야기 (R&B ver.) | 2006 | —              |                                          | 위태로운 이야기 caramel                                                            |
| No Break (con Crown J) | 2008 | —              | No Break                                 |                                                                                    |
| Without You (No Break Pop ver.) | 2008 | —              | No Break                                 |                                                                                    |
| Winter Kiss (feat. Baek Chan degli 8Eight) | 2008 | —              | Winter Kiss - New Ways Always            |                                                                                    |
| 잘자요 그대 | 2011 | 61             | - KOR: 252.690+                          | 나는 작사가다 Season 01 (I Am A Singer Season 1)                                   |
| 잘자요 그대 (MR) | 2011 | —              |                                          | 나는 작사가다 Season 01 (I Am A Singer Season 1)                                   |
| Mermaid (인어공주) (R&B ver.) Lena Park & Lee Young-Hyeon & So-hyang | 2011 | 33             | - KOR: 321.539+                          | Diva Project: Mermaid                                                              |
| Mermaid (인어공주) (Tech ver.) | 2011 | —              |                                          | Diva Project: Mermaid                                                              |
| Mermaid (인어공주) (solo Lena Park) | 2011 | 249            | - KOR: 9.034+                            | Diva Project: Mermaid                                                              |
| 아틀란티스 소녀 (Atlantis Girl) | 2013 | 57             | - KOR: 67.581+                           | 황성제 Project 슈퍼히어로 1st Line Up (hwangseongje project superhero 1st Line up) |
| 그 다음해 (Next Year) | 2014 | 8              | - KOR: 208.581+                          | 싱크로퓨전 (Syncrofusion) (516+)                                                   |
| Double Kiss | 2014 | 63             | - KOR: 43.003+                           | 싱크로퓨전 (Syncrofusion) (516+)                                                   |
| Dream Sphere | 2014 | 286            | - KOR: 7.140+                            | 싱크로퓨전 (Syncrofusion) (516+)                                                   |
| 잠깐 만나 (No String Attached) (Feat. Hanhae dei Phantom) | 2014 | 113            | - KOR: 28.826+                           | 싱크로퓨전 (Syncrofusion) 2nd Lena Park + Brand New Music                          |
| 달아요 (Sweet) (Brand New Mix) (feat. Verbal Jint) | 2014 | 44             | - KOR: 70.000+                           | 싱크로퓨전 (Syncrofusion) 2nd Lena Park + Brand New Music                          |
| 이럴걸 왜 (Why I Do This) | 2014 | 274            | - KOR: 7.960+                            | 싱크로퓨전 (Syncrofusion) 2nd Lena Park + Brand New Music                          |
| ㄱ에 갇힌 시간 (Time Trapped In Memory) | 2014 | 340            | - KOR: 7.059+                            | 싱크로퓨전 (Syncrofusion) 2nd Lena Park + Brand New Music                          |
| 그 겨울 (That Winter) | 2015 | 175            | - KOR: 13.455+                           | 강승원 1집 만들기 프로젝트 Part 3                                                  |
| 연애중 (Courting) | 2017 | 89             | - KOR: 22.472+                           | 연애중                                                                             |
| 같은 우산 (Same Umbrella) | 2018 | —              |                                          | The Wonder 1st DS                                                                  |
| Minimal World | 2018 | —              |                                          | The Wonder 1st DS                                                                  |
| The End | 2018 | —              | The Wonder 2st DS                        |                                                                                    |
| 다시 겨울이야 (Another Winter) | 2022 | —              | 다시 겨울이야 (Another Winter)           |                                                                                    |
| Let's Be A Family | 2022 | —              | 다시 겨울이야 (Another Winter)           |                                                                                    |
| Winter's Heart | 2022 | —              | 다시 겨울이야 (Another Winter)           |                                                                                    |
| 겨울 할 일 (Little Hands) | 2022 | —              | 다시 겨울이야 (Another Winter)           |                                                                                    |
| The Magic I Once Had | 2022 | —              | 다시 겨울이야 (Another Winter)           |                                                                                    |
| 나의 봄 (My Spring) | 2022 | —              | 이름을 잃은 별을 이어서 (Constellations) |                                                                                    |
| 이름을 잃은 별을 이어서 (Constellations) | 2022 | —              | 이름을 잃은 별을 이어서 (Constellations) |                                                                                    |
| 하늘을 날다 (Hot Air Balloon) | 2022 | —              | 하늘을 날다 (Hot Air Balloon)            |                                                                                    |
| Inertia | 2022 | —              | 하늘을 날다 (Hot Air Balloon)            |                                                                                    |
| 말 한 마디 (Words Unsaid) | 2022 | —              | 말 한 마디 (Words Unsaid)                |                                                                                    |
| Constellations (versione in inglese) | 2022 | —              | 말 한 마디 (Words Unsaid)                |                                                                                    |
| "—" denota le canzoni che non sono apparse nella classifica. N.B. Gaon Chart ha iniziato a classificare i brani musicali dal 2010 e soltanto dal marzo del 2011 vengono trascritti i risultati delle vendite digitali. N.B. Gaon Chart TOP 400 è stato visualizzabile a partire dal 3 Agosto 2016 fino al 12 Ottobre 2016 per tutti i tipi di utenti. N.B. Da gennaio 2018 non vengono più trascritti i dati di vendite delle singole canzoni. |      |                |                                          |                                                                                    |

#### Colonne sonore
| Titolo | Anno | Picco KOR Gaon | Vendite (digitali)                    | Opera                                     |
| --- | ---- | -------------- | ------------------------------------- | ----------------------------------------- |
| 영원까지 기억되도록 (Eternal Memory) | 1998 | —              |                                       | Mulan                                     |
| Eternal Memory (versione inglese) | 1998 | —              |                                       | Mulan                                     |
| Reflection (versione coreana) | 1998 | —              |                                       | Mulan                                     |
| Pokarekare ana | 2005 | —              | Jumeogi unda (주먹이 운다)            |                                           |
| 후애 | 2006 | —              | Yongcheongi (용천기)                  |                                           |
| 그바보 (That Fool) | 2009 | —              | Geujeo bara bodaga (그저 바라 보다가) |                                           |
| 세상 그 누구보다 (More Than Anyone) | 2011 | 17             | - KOR: 520.924+                       | Spy Myeong-wol (스파이 명월) (1,573+)     |
| My everything | 2013 | 100            | - KOR: 39.566+                        | Uri gyeolhonhaess-eo-yo (우리 결혼했어요) |
| 마음으로만 (My Wish/Only In My Heart) | 2013 | 8              | - KOR: 433.459+                       | Sangsokjadeul (상속자들) (16,748+)        |
| 그대 그리고 나 (You and I) | 2014 | 66             | - KOR: 50.274+                        | Yuhok (유혹) (979+)                       |
| 가슴에 사는 사람 (The Person In My Heart) | 2015 | 132            | - KOR: 27.232+                        | Hwajeong (화정)                           |
| 딱 좋아 (Just Right) | 2016 | —              |                                       | Maeumui sori (마음의 소리)                |
| 아름다운 세상 (A whole New World) | 2019 | —              | Aladdin                               |                                           |
| 별빛처럼 (Like a starlight) | 2019 | —              | Geoldae geui (절대그이)               |                                           |
| "—" denota le canzoni che non sono apparse nella classifica. N.B. Gaon Chart ha iniziato a classificare i brani musicali dal 2010 e soltanto dal marzo del 2011 vengono trascritti i risultati delle vendite digitali. N.B. Gaon Chart TOP 400 è stato visualizzabile a partire dal 3 Agosto 2016 fino al 12 Ottobre 2016 per tutti i tipi di utenti. N.B. Da gennaio 2018 non vengono più trascritti i dati di vendite delle singole canzoni. |      |                |                                       |                                           |

### Duetti e collaborazioni (featuring)
| Anno | Album                     | Titolo                                                        | Picco KOR Gaon | Vendite (digitali) 2011 ~ | Copie fisiche          |
| --- | ------------------------- | ------------------------------------------------------------- | -------------- | ------------------------- | ---------------------- |
| 2002 | From The Beginning        | 우둔남녀 (윤종신 ft.Lena Park)                                | —              |                           |                        |
| 2003 | JP4                       | 시간이 필요해 (I Need Some Time; 김진표(JP) ft.Lena Park)     | —              | - 84,983+                 |                        |
| 2004 | All About JP              | 시간이 필요해 (I Need Some Time; 김진표(JP) ft.Lena Park)     | —              | - 23,774+                 |                        |
| 2005 | Fo(u)r                    | Dance With Me (Con Chemistry)                                 | —              |                           |                        |
| 2006 | Lucky 7                   | 너 말이야 (공일오비(015B) ft.Lena Park & Dynamic Duo)         | —              |                           |                        |
| 2008 | 태안프로젝트그룹          | 기적 (Con 이현우,이적,양동근,JK김동욱,이한철,웅산,Bizzy)      | —              |                           |                        |
| 2008 | Show's Just Begun         | 죽도록 사랑해 (MC 몽 ft.Lena Park)                            | —              | - 86,644+                 |                        |
| 2008 | Galanty Show              | 두근두근 (Throbbing; 김진표(JP) ft.Lena Park)                 | —              | - 8,015+                  |                        |
| 2010 | All Or Nuthin             | 놀이동산 (주석(JOOSUC) ft.Lena Park)                          | —              |                           |                        |
| 2011 | 꿈의 겨울                 | 꿈의 겨울 (Winter Dream; con Kim Yuna)                        | 62             | - KOR: 220.998+           |                        |
| 2011 | Hwang Project Vol.2       | 사람, 사랑 (Human, Love; con Kim Bom-soo)                     | 6              | - KOR: 979.670+           |                        |
| 2011 | 처음                      | 우리 참 좋았는데 (The Way We Were; Sung SiKyung ft.Lena Park) | 12             | - KOR: 1.002.429+         | - 41.670+              |
| 2012 | 2012 월간 윤종신 5월호    | 도착 (Arrivee; con Yoon Jong-shin)                            | 59             | - KOR: 145.428+           |                        |
| 2012 | 싸이6甲 Part.1            | 어땠을까 (What Would Have Been;Psy ft.Lena Park)              | 9              | - KOR: 2.369.191+         | 129,688+ - JPN: 10,534 |
| 2012 | 지금 이 순간              | 지금 이 순간 (con Kim Jo han)                                 | —              | - KOR: 48.291+            |                        |
| 2012 | 하얀 겨울                 | 하얀 겨울 (White Winter; con Kim Bom-soo)                     | 7              | - KOR: 753.100+           |                        |
| 2013 | 회상                      | 회상 (December; con YB)                                       | 19             | - KOR: 146.521+           |                        |
| 2014 | 돈스파이크 Presents Vol.4 | Always (con Don Spike)                                        | 136            | - KOR: 12.882+            |                        |
| 2014 | 싱숭생숭                  | 싱숭생숭 (SsSs; con Dynamic Duo)                              | 6              | - KOR: 650.338+           |                        |
| 2015 | Is You                    | Is You (Geeks ft.Lena Park)                                   | 9              | - KOR: 251.358+           |                        |
| 2015 | 하늘과 닿은 마을          | 날 닮은 그대 (con Ruvin)                                      | —              | - KOR: 4.689+             |                        |
| 2015 | 2                         | 네일 했어 (Hello;Primary ft.Lena Park)                        | 33             | - KOR: 109.466+           | - 3.323+               |
| 2015 | 겨울이야기                | 겨울이야기 (Winter Story;con Fly To The Sky)                  | 50             | - KOR: 62.576+            |                        |
| 2015 | Again                     | 잘 지내 (Live Well; Turbo ft.Lena Park)                       | 38             | - KOR: 53.454+            | - 2,573+               |
| 2019 | 김현철 10집 "돛"          | 그런거군요 (That's it;김현철 ft.Lena Park)                    | —              |                           |                        |
| "—" denota le canzoni che non sono apparse nella classifica. N.B. Gaon Chart ha iniziato a classificare i brani musicali dal 2010 e soltanto dal marzo del 2011 vengono trascritti i risultati delle vendite digitali. N.B. Gaon Chart TOP 400 è stato visualizzabile a partire dal 3 Agosto 2016 fino al 12 Ottobre 2016 per tutti i tipi di utenti. N.B. Da gennaio 2018 non vengono più trascritti i dati di vendite delle singole canzoni. |                           |                                                               |                |                           |                        |

### Giappone
| 2004 | Another Piece - Rilascio: 25 Novembre 2004 - Tracce dell'album Op.4 - Novità: *              | |      |         |
| 2004 | Another Piece - Rilascio: 25 Novembre 2004 - Tracce dell'album Op.4 - Novità: *              | Plastic Flower (상사병 ) | 298  | 800*    |
| 2004 | Another Piece - Rilascio: 25 Novembre 2004 - Tracce dell'album Op.4 - Novità: *              | Fall In Love (Japanese Ver./달)* | 298  | 800*    |
| 2004 | Another Piece - Rilascio: 25 Novembre 2004 - Tracce dell'album Op.4 - Novità: *              | In Dreams (꿈에 ) | 298  | 800*    |
| 2004 | Another Piece - Rilascio: 25 Novembre 2004 - Tracce dell'album Op.4 - Novità: *              | Someone | 298  | 800*    |
| 2004 | Another Piece - Rilascio: 25 Novembre 2004 - Tracce dell'album Op.4 - Novità: *              | Ann (English ver.)* | 298  | 800*    |
| 2004 | Another Piece - Rilascio: 25 Novembre 2004 - Tracce dell'album Op.4 - Novità: *              | Love Come Back (사랑이 올까요) | 298  | 800*    |
| 2004 | Another Piece - Rilascio: 25 Novembre 2004 - Tracce dell'album Op.4 - Novità: *              | It's Gonna be Okay (생활의 발견) | 298  | 800*    |
| 2004 | Another Piece - Rilascio: 25 Novembre 2004 - Tracce dell'album Op.4 - Novità: *              | Ugly Duckling (미운오리) | 298  | 800*    |
| 2004 | Another Piece - Rilascio: 25 Novembre 2004 - Tracce dell'album Op.4 - Novità: *              | Cut (미장원에서) | 298  | 800*    |
| 2004 | Another Piece - Rilascio: 25 Novembre 2004 - Tracce dell'album Op.4 - Novità: *              | Your New Girlfriend (여자친구 참 예쁘네) | 298  | 800*    |
| 2004 | Another Piece - Rilascio: 25 Novembre 2004 - Tracce dell'album Op.4 - Novità: *              | Lazy (게으름뱅이) | 298  | 800*    |
| 2004 | Another Piece - Rilascio: 25 Novembre 2004 - Tracce dell'album Op.4 - Novità: *              | On the Way to the End (이별하러 가는 길) | 298  | 800*    |
| 2004 | Another Piece - Rilascio: 25 Novembre 2004 - Tracce dell'album Op.4 - Novità: *              | Shake It Up (떨쳐) | 298  | 800*    |
| 2004 | Another Piece - Rilascio: 25 Novembre 2004 - Tracce dell'album Op.4 - Novità: *              | Mother in my mind (나의 어머니) | 298  | 800*    |
| 2004 | Another Piece - Rilascio: 25 Novembre 2004 - Tracce dell'album Op.4 - Novità: *              | Puff | 298  | 800*    |
| 2005 | Beyond The Line - Rilascio: 18 Maggio 2005 - Tracce dell'album On&On (tranne 달) - Novità: * | | 298  | 800*    |
| 2005 | Beyond The Line - Rilascio: 18 Maggio 2005 - Tracce dell'album On&On (tranne 달) - Novità: * | Ode | 295  |         |
| 2005 | Beyond The Line - Rilascio: 18 Maggio 2005 - Tracce dell'album On&On (tranne 달) - Novità: * | Beautiful you (English ver.;아름다운 너를)* | 295  |         |
| 2005 | Beyond The Line - Rilascio: 18 Maggio 2005 - Tracce dell'album On&On (tranne 달) - Novità: * | Long Goodbye | 295  |         |
| 2005 | Beyond The Line - Rilascio: 18 Maggio 2005 - Tracce dell'album On&On (tranne 달) - Novità: * | Miracle (English ver.)* | 295  |         |
| 2005 | Beyond The Line - Rilascio: 18 Maggio 2005 - Tracce dell'album On&On (tranne 달) - Novità: * | My Superman (알아볼께요 ) | 295  |         |
| 2005 | Beyond The Line - Rilascio: 18 Maggio 2005 - Tracce dell'album On&On (tranne 달) - Novità: * | Futures (미래 ) | 295  |         |
| 2005 | Beyond The Line - Rilascio: 18 Maggio 2005 - Tracce dell'album On&On (tranne 달) - Novità: * | Please Don't (그러지 마세요) | 295  |         |
| 2005 | Beyond The Line - Rilascio: 18 Maggio 2005 - Tracce dell'album On&On (tranne 달) - Novità: * | That day will come (오늘이라면) | 295  |         |
| 2005 | Beyond The Line - Rilascio: 18 Maggio 2005 - Tracce dell'album On&On (tranne 달) - Novità: * | サンクチュアリ (Sanctuary;미아)* | 295  |         |
| 2005 | Beyond The Line - Rilascio: 18 Maggio 2005 - Tracce dell'album On&On (tranne 달) - Novità: * | Single Ring (싱글 링) | 295  |         |
| 2005 | Beyond The Line - Rilascio: 18 Maggio 2005 - Tracce dell'album On&On (tranne 달) - Novità: * | Very Thought | 295  |         |
| 2005 | Beyond The Line - Rilascio: 18 Maggio 2005 - Tracce dell'album On&On (tranne 달) - Novità: * | Ghost | 295  |         |
| 2005 | Beyond The Line - Rilascio: 18 Maggio 2005 - Tracce dell'album On&On (tranne 달) - Novità: * | Miss Havisham's Waltz (하비샴의 왈츠) | 295  |         |
| 2005 | Beyond The Line - Rilascio: 18 Maggio 2005 - Tracce dell'album On&On (tranne 달) - Novità: * | Dance With Me (KOREA / JAPAN ver.) con CHEMISTRY* | 295  |         |
| 2005 | Beyond The Line - Rilascio: 18 Maggio 2005 - Tracce dell'album On&On (tranne 달) - Novità: * | Po Karekare Ana (Japanese ver.)* | 295  |         |
| 2006 | Cosmorama - Rilascio: 21 Giugno 2006                                                         | | 295  |         |
| 2006 | Cosmorama - Rilascio: 21 Giugno 2006                                                         | Ode | —    |         |
| 2006 | Cosmorama - Rilascio: 21 Giugno 2006                                                         | Gold (Album Ver.) | —    |         |
| 2006 | Cosmorama - Rilascio: 21 Giugno 2006                                                         | Last Kiss | —    |         |
| 2006 | Cosmorama - Rilascio: 21 Giugno 2006                                                         | すべてのものにあなたを思う (Subete no Mono ni Anata wo Omou) | —    |         |
| 2006 | Cosmorama - Rilascio: 21 Giugno 2006                                                         | Music | —    |         |
| 2006 | Cosmorama - Rilascio: 21 Giugno 2006                                                         | 誰よりも (Dare Yori mo) | —    |         |
| 2006 | Cosmorama - Rilascio: 21 Giugno 2006                                                         | Moonlit Night (Japanese ver./The City feat. Table) | —    |         |
| 2006 | Cosmorama - Rilascio: 21 Giugno 2006                                                         | 愛を待ちわびて (Love Come Back English Ver./사랑이 올까요) | —    |         |
| 2006 | Cosmorama - Rilascio: 21 Giugno 2006                                                         | Spring Morning | —    |         |
| 2006 | Cosmorama - Rilascio: 21 Giugno 2006                                                         | Eternal Moments (Japanese ver./그러지 마세요) | —    |         |
| 2006 | Cosmorama - Rilascio: 21 Giugno 2006                                                         | This Love (Fall In Love English Ver./달) | —    |         |
| 2006 | Cosmorama - Rilascio: 21 Giugno 2006                                                         | Steps | —    |         |
| 2006 | Cosmorama - Rilascio: 21 Giugno 2006                                                         | The Gold Within (Album Ver.) | —    |         |
| Singoli |                                                                                              | |      |         |
| 2004 | Fall in Love - Rilascio: 25 Novembre 2004                                                    | |      |         |
| 2004 | Fall in Love - Rilascio: 25 Novembre 2004                                                    | Fall In Love (Japanese Ver.) | 172  | 830*    |
| 2004 | Fall in Love - Rilascio: 25 Novembre 2004                                                    | Fall In Love (Korean Ver./달) | 172  | 830*    |
| 2004 | Fall in Love - Rilascio: 25 Novembre 2004                                                    | This Love (Fall In Love English Ver./달) | 172  | 830*    |
| 2004 | Fall in Love - Rilascio: 25 Novembre 2004                                                    | 夢の中で (Yume no Naka de...; Acoustic Live Version) | 172  | 830*    |
| 2004 | Fall in Love - Rilascio: 25 Novembre 2004                                                    | Fall In Love (Instrumental) | 172  | 830*    |
| 2005 | Sanctuary - Rilascio: 18 Maggio 2005 - CD Extra: [MV] Sanctuary                              | |      |         |
| 2005 | Sanctuary - Rilascio: 18 Maggio 2005 - CD Extra: [MV] Sanctuary                              | Sanctuary (Japanese Ver.) | —    |         |
| 2005 | Sanctuary - Rilascio: 18 Maggio 2005 - CD Extra: [MV] Sanctuary                              | Love Come Back ~ 愛を待ちわびて (English Ver./사랑이 올까요) | —    |         |
| 2005 | Sanctuary - Rilascio: 18 Maggio 2005 - CD Extra: [MV] Sanctuary                              | 迷子 (Maigo) (Korean Ver./미아) | —    |         |
| 2005 | Sanctuary - Rilascio: 18 Maggio 2005 - CD Extra: [MV] Sanctuary                              | Sanctuary (Instrumental) | —    |         |
| 2005 | Sanctuary - Rilascio: 18 Maggio 2005 - CD Extra: [MV] Sanctuary                              | Love Come Back ~ 愛を待ちわびて (Instrumental) | —    |         |
| 2006 | すべてのものにあなたを思う - Rilascio: 22 Febbraio 2006                                      | |      |         |
| 2006 | すべてのものにあなたを思う - Rilascio: 22 Febbraio 2006                                      | すべてのものにあなたを思う (Subete no Mono ni Anata wo Omou) | —    |         |
| 2006 | すべてのものにあなたを思う - Rilascio: 22 Febbraio 2006                                      | The City (feat. Tablo dei Epik High) | —    |         |
| 2006 | すべてのものにあなたを思う - Rilascio: 22 Febbraio 2006                                      | すべてのものにあなたを思う (Subete no Mono ni Anata wo Omou; Instrumental) | —    |         |
| 2006 | Music - Rilascio: 24 Marzo 2006                                                              | |      |         |
| 2006 | Music                                                                                        | — |      |         |
| 2006 | Out Of Reach (English ver. 위태로운 이야기)                                                  | — |      |         |
| 2006 | Music (Instrumental)                                                                         | — |      |         |
| 2006 | Gold - Rilascio: 21 Maggio 2006                                                              | |      |         |
| 2006 | Gold (Japanese single ver.)                                                                  | — |      |         |
| 2006 | The Gold Within (Gold English single ver.)                                                   | — |      |         |
| 2006 | Beautiful you (English ver.;아름다운 너를)                                                   | — |      |         |
| 2006 | Gold (Instrumental)                                                                          | — |      |         |
| 2006 | 愛のジェラシー - Rilascio: 5 Ottobre 2006                                                    | |      |         |
| 2006 | 愛のジェラシー (Ai no Jealousy)                                                              | 113 | 840* |         |
| 2006 | Jealousy (Ai no Jealousy English single ver.)                                                | 113 | 840* |         |
| 2006 | 愛のジェラシー (Ai no Jealousy; Radio edit.)                                                 | 113 | 840* |         |
| 2006 | 愛のジェラシー (Ai no Jealousy; Instrumental)                                                | 113 | 840* |         |
| 2007 | 祈り ~ You Raise Me Up - Rilascio: 20 Giugno 2007 - Sigle dell'anime Romeo × Juliet          | |      |         |
| 2007 | 祈り ~ You Raise Me Up - Rilascio: 20 Giugno 2007 - Sigle dell'anime Romeo × Juliet          | 祈り (Inori) ~ You Raise Me Up (Japanese ver.) | 39   | 2,708** |
| 2007 | 祈り ~ You Raise Me Up - Rilascio: 20 Giugno 2007 - Sigle dell'anime Romeo × Juliet          | You Raise Me Up | 39   | 2,708** |
| 2007 | 祈り ~ You Raise Me Up - Rilascio: 20 Giugno 2007 - Sigle dell'anime Romeo × Juliet          | 祈り (Inori) ~ You Raise Me Up (Instrumental) | 39   | 2,708** |
| Collaborazioni |                                                                                              | |      |         |
| 2003 | VOICE OF LOVE ~ Ue wo Muite Arukou - Rilascio: 10 Dicembre 2003                              | |      |         |
| 2003 | VOICE OF LOVE ~ Ue wo Muite Arukou - Rilascio: 10 Dicembre 2003                              | Voice Of Love ~ 上を向いて步こう (Ue wo Muite Arukou) Lena Park, Chilli and T-Boz of TLC, Zeebra, Lisa, Tina, F.O.H, Ai, Hi-D, Michico, DJ Kaori, Tyler, L.L Brothers, Jine, Bennie K, 山本領平, Boo, Kazami, Emyli, Miho Brown, Joyce, 今井了介 | —    |         |
| 2005 | JHETT - Rilascio: 24 Marzo 2005                                                              | | —    |         |
| 2005 | JHETT - Rilascio: 24 Marzo 2005                                                              | Everything Inside Of Me (feat. Lena Park) | —    |         |
| Le sezioni di colore grigio stanno ad indicare dei dati non disponibili mentre il segno "—" denota le canzoni che non sono apparse nella classifica. " * " : stime di vendita. " ** " : dati parziali. |                                                                                              | |      |         |

### Programmi televisivi
| Anno | Titolo | Picco KOR Gaon           | Vendite (digitali) 2011 ~      | Risultato                                | Album                                            |
| MBC 음악여행 라라라 Live | MBC 음악여행 라라라 Live                                                                                     | MBC 음악여행 라라라 Live | MBC 음악여행 라라라 Live       | MBC 음악여행 라라라 Live                 | MBC 음악여행 라라라 Live                         |
| --- | --- | ------------------------ | ------------------------------ | ---------------------------------------- | ------------------------------------------------ |
| 2009 | 아무리 생각해도 난 너를 (No Matter How I Think) con Sweet Sorrow                                             | —                        |                                |                                          | MBC 음악여행 라라라 Live Vol.2                   |
| 2009 | Puff, the Magic Dragon                                                                                       | —                        | MBC 음악여행 라라라 Live Vol.6 |                                          |                                                  |
| 나는 가수다 (I Am A Singer) | |                          |                                |                                          |                                                  |
| 2011 | 꿈에 (In Dream) (dall'album Op.4)                                                                            | 18                       | - KOR: 930.087+                | 1º/7                                     | 나는 가수다 (I Am A Singer) Ep. 1-1              |
| 2011 | 비오는 날의 수채화 (Watercolor Of A Rainy Day)                                                               | 13                       | - KOR: 855.151+                | 3º/7                                     | 나는 가수다 (I Am A Singer) Ep. 1-2              |
| 2011 | 첫인상 (First Impression)                                                                                    | 9                        | - KOR: 1.006.530+              | 2º/7                                     | 나는 가수다 (I Am A Singer) Ep. 2-1              |
| 2011 | 미아 (Lost Child) (dall'album On&On)                                                                         | 11                       | - KOR: 744.832+                | 2º/7                                     | 나는 가수다 (I Am A Singer) Ep. 2-2              |
| 2011 | 이젠 그랬으면 좋겠네 (I Hope It Would Be That Way Now)                                                       | 1                        | - KOR: 2.025.910+              | 1º/7                                     | 나는 가수다 (I Am A Singer) Ep. 3-1              |
| 2011 | 소나기 (Shower)                                                                                              | 15                       | - KOR: 815.801+                | 7º/7                                     | 나는 가수다 (I Am A Singer) Ep. 3-2              |
| 2011 | 그대 내 품에 (You In My Arms)                                                                                | 13                       | - KOR: 848.702+                | 3º/7                                     | 나는 가수다 (I Am A Singer) Ep. 4-1              |
| 2011 | 내 낡은 서랍속의 바다 (The Sea In My Worn Drawer)                                                            | 8                        | - KOR: 804.070+                | 3º/7                                     | 나는 가수다 (I Am A Singer) Ep. 4-2              |
| 2011 | 바보 (Fool)                                                                                                  | 3                        | - KOR: 1.350.074+              | 2º/7                                     | 나는 가수다 (I Am A Singer) Ep 5-1               |
| 2011 | 겨울비 (Winter Rain)                                                                                         | 18                       | - KOR: 775.079+                | 3º/7                                     | 나는 가수다 (I Am A Singer) Ep. 5-2              |
| 2011 | 이브의 경고 (Eve's Warning)                                                                                  | 17                       | - KOR: 792.240+                | 2º/7                                     | 나는 가수다 (I Am A Singer) Ep. 6-1              |
| 2011 | 나 가거든 (If I Leave)                                                                                       | 2                        | - KOR: 1.660.823+              | 1º/7                                     | 나는 가수다 (I Am A Singer) Ep. 6-2              |
| 2011 | 우연히 (By Chance)                                                                                           | 20                       | - KOR: 375.000+                | 3º/7                                     | 나는 가수다 (I Am A Singer) Ep 7-1               |
| 2011 | 그것만이 내 세상 (It's Only My World)                                                                        | 6                        | - KOR: 748.957+                | 1º/7                                     | 나는 가수다 (I Am A Singer) Ep. 7-2              |
| 2011 | 사랑보다 깊은 상처 (Scar Deeper Than Love) con Kim Bum Soo                                                   | 10                       | - KOR: 815.535+                |                                          | 사랑보다 깊은 상처 (Singolo)                     |
| 2011 | 널 붙잡을 노래 (Love Song)                                                                                   | 43                       | - KOR: 274.802+                | 5º/7                                     | 나는 가수다 (I Am A Singer) (Speciale Australia) |
| 나는 가수다 명곡 Best 10 (I Am A Singer Best 10) | |                          |                                |                                          |                                                  |
| 2013 | 이젠 그랬으면 좋겠네 (I Hope It Would Be That Way Now)                                                       | 136                      | - KOR: 13.207+                 | 1º/10                                    | 나는 가수다 명곡 Best 10                         |
| 불후의 명곡2 (Immortal Songs 2) | |                          |                                |                                          |                                                  |
| 2014 | 추억의 책장을 넘기면 (Speciale 이선희/Lee Sun Hee) (Turning the Pages of Memories)                           | —                        |                                | 404                                      | 불후의 명곡 - 전설을 노래하다 (이선희 1편)       |
| 2014 | Completely (Speciale Michael Bolton)                                                                         | Non in vendita           | Non in vendita                 | 429                                      |                                                  |
| 나는가수다 시즌3 (I Am A Singer3) | |                          |                                |                                          |                                                  |
| 2015 | 미장원에서 (Cut) (dall'album Op.4)                                                                           | 94                       | - KOR: 27.518+                 | 1º/7                                     | 나는가수다 시즌3 (I Am A Singer3) Ep. 1          |
| 2015 | 기억의습작                                                                                                   | Non in vendita           | Non in vendita                 | 1º/6                                     |                                                  |
| 2015 | 그대 떠난 뒤 (After You Leave)                                                                               | —                        |                                | 6º/6                                     | 나는가수다 시즌3 (I Am A Singer3) Ep. 3          |
| 2015 | 오래전 그날 (One Day Long Ago)                                                                               | 67                       | - KOR: 36.708+                 | 2º/7                                     | 나는가수다 시즌3 (I Am A Singer3) Ep. 4          |
| 2015 | Thank You | 63                       | - KOR: 42.876+                 | 1º/7                                     | 나는가수다 시즌3 (I Am A Singer3) Ep. 5          |
| 2015 | Come What May con 홍광호 (Hong KwangHo)                                                                      | 154                      | - KOR: 18.432+                 | 2º/7                                     | 나는가수다 시즌3 (I Am A Singer3) Ep. 6          |
| 2015 | 화분 (Flowerpot)                                                                                             | —                        | - KOR: 4.114+                  | 2º/7                                     | 나는가수다 시즌3 (I Am A Singer3) Ep. 7          |
| 2015 | 사랑이 올까요 (Love Come Back) (dall'album Op.4)                                                             | 348                      | - KOR: 4.933+                  | 4º/7                                     | 나는가수다 시즌3 (I Am A Singer3) Ep. 8          |
| 2015 | 만약에 (If)                                                                                                  | 363                      | - KOR: 9.875+                  | 2º/7                                     | 나는가수다 시즌3 (I Am A Singer3) Ep. 9          |
| 2015 | Nobody | —                        |                                | 2º/7                                     | 나는가수다 시즌3 (I Am A Singer3) Ep. 10         |
| 2015 | 아름다워 (Beautiful)                                                                                         | —                        | 6º/7                           | 나는가수다 시즌3 (I Am A Singer3) Ep. 11 |                                                  |
| 2015 | 천일동안 (For Thousand Days)                                                                                 | 117                      | - KOR: 20.949+                 | Finalista                                | 나는가수다 시즌3 (I Am A Singer3) Ep. 12         |
| 2015 | 썸 (Some) con Kim Bum Soo                                                                                    | —                        | - KOR: 4.091+                  | 3º/3                                     | 나는가수다 시즌3 (I Am A Singer3) Ep. 13a        |
| 2015 | 무인도 (Uninhabited Island)                                                                                  | —                        |                                | 1º/3                                     | 나는가수다 시즌3 (I Am A Singer3) Ep. 13b        |
| 2015 | 투유 프로젝트 - 슈가맨 (Two Yoo Project - Sugar Man)                                                         |                          |                                |                                          |                                                  |
| 2015 | 널 위한거야 (It's For You)                                                                                   | 111                      | - KOR: 31.729+                 | 45/100                                   | 투유 프로젝트 - 슈가맨 Ep. 7                     |
| 보컬전쟁: 신의 목소리 (Vocal Battle: Voice of God) | |                          |                                |                                          |                                                  |
| 2016 | 미소천사 (Smiling Angel)                                                                                     | Non in vendita           | Non in vendita                 | 172/200                                  |                                                  |
| 2016 | 비 내리는 영동교                                                                                             | 299                      | - KOR: 6.146+                  | 122/200                                  | 보컬전쟁 - 신의 목소리 Part 1                    |
| 2016 | 심쿵해 (Heart Attack)                                                                                        | 177                      | - KOR: 20.207+                 | 136/200                                  | 보컬전쟁 - 신의 목소리 Part 3                    |
| 2016 | Lonely Night                                                                                                 | 322                      | - KOR: 6.647+                  | 131/200                                  | 보컬전쟁 - 신의 목소리 Part 4                    |
| 2016 | 우연 (Coincidence)                                                                                           | 392                      | - KOR: 4.513+                  | 102/200                                  | 보컬전쟁 - 신의 목소리 Part 6                    |
| 2016 | 사람들은 모두 변하나 봐                                                                                      | Non in vendita           | Non in vendita                 | 140/200                                  |                                                  |
| 2016 | Fiction | 243                      | - KOR: 7.916+                  | 136/200                                  | 보컬전쟁 - 신의 목소리 Part 11                   |
| 2016 | 커플 (Couple)                                                                                                | 345                      | - KOR: 5.666+                  | 128/200                                  | 보컬전쟁 - 신의 목소리 Part 12                   |
| 2016 | 내꺼하자 (Be Mine)                                                                                           | —                        |                                | 96/200                                   | 보컬전쟁 - 신의 목소리 Part 16                   |
| 2016 | 담다디 | —                        | - KOR: 2.686+                  | 113/200                                  | 보컬전쟁 - 신의 목소리 Part 16                   |
| 판타스틱 듀오 2 (Fantastic Duo 2) | |                          |                                |                                          |                                                  |
| 2017 | 잔소리 (Nagging)                                                                                             | —                        |                                |                                          | 판타스틱 듀오 2 Part.2                           |
| 2017 | 꿈에 (In Dreams) con 이민관                                                                                  | —                        | 145/301                        | 판타스틱 듀오 2 Part.3                   |                                                  |
| 2017 | 나 가거든 (If I Leave) con 송소희                                                                            | —                        |                                | 판타스틱 듀오 2 Part.3                   |                                                  |
| JTBC 비긴어게인3 (Begin Again 3) | |                          |                                |                                          |                                                  |
| 2019 | It's You (서울 버스킹 Ver.) con 헨리 (HENRY), 하림, 임헌일                                                   | —                        |                                |                                          | JTBC 비긴어게인3 Episode 1                       |
| 2019 | 사랑 하나 (소렌토 어부의 마을 버스킹 Ver.) con 김필, 이수현, 하림, 임헌일, 헨리 (HENRY)                      | —                        | JTBC 비긴어게인3 Episode 2     |                                          |                                                  |
| 2019 | 어느 날 (아말피 해변 버스킹 Ver.)con 하림, 이수현, 헨리 (HENRY), 임헌일, 김필                                | —                        | JTBC 비긴어게인3 Episode 4     |                                          |                                                  |
| 2019 | There's Nothing Holdin' Me Back (라벨로 버스킹 Ver.) con 헨리 (HENRY), 이수현, 하림, 임헌일, 김필            | —                        | JTBC 비긴어게인3 Episode 4     |                                          |                                                  |
| 2019 | Pierrot (광대) (소렌토 루프톱 바 버스킹 Ver.)con 헨리 (HENRY), 하림, 임헌일, 김필                            | —                        | JTBC 비긴어게인3 Episode 5     |                                          |                                                  |
| 2019 | 그런 너, 그런 나 (소렌토 꼬르소 이탈리아 버스킹 Ver.) con                                                    | —                        | JTBC 비긴어게인3 Episode 5     |                                          |                                                  |
| 2019 | I LUV U (아말피 밤바다 버스킹 Ver.) con 헨리 (HENRY), 하림, 임헌일                                           | —                        | JTBC 비긴어게인3 Episode 11    |                                          |                                                  |
| 2019 | 제목 없는 Love Song (Untitled Love Song) (베로나 브라 광장 버스킹 Ver.) con 헨리 (HENRY), 김필, 하림, 임헌일 | —                        | JTBC 비긴어게인3 Episode 11    |                                          |                                                  |
| 2019 | Fake Plastic Trees (베로나 브라 광장 버스킹 Ver.) con 임헌일, 헨리 (HENRY), 하림                             | —                        | JTBC 비긴어게인3 Episode 11    |                                          |                                                  |
| 2019 | 초콜릿 이야기 (크레모나 성당 버스킹 Ver.) con 헨리 (HENRY), 이수현, 하림, 임헌일, 김필                       | —                        | JTBC 비긴어게인3 Episode 14    |                                          |                                                  |
| JTBC 뉴페스타 (New Festa) | |                          |                                |                                          |                                                  |
| 2022 | 꿈에 (in dreams)(dall'album Op.4)                                                                            | —                        |                                |                                          | 뉴페스타 EPISODE.1                               |
| 2022 | Raindrops (dall'album Parallax)                                                                              | —                        |                                |                                          | 뉴페스타 EPISODE.1                               |
| "—" denota le canzoni che non sono apparse nella classifica. N.B. Gaon Chart ha iniziato a classificare i brani musicali dal 2010 e soltanto dal marzo del 2011 vengono trascritti i risultati delle vendite digitali. A differenza della prima stagione di I Am A Singer, nella terza i brani personali dei cantanti proposti da loro stessi durante la competizione vengono rilasciati nella versione digitale come qualsiasi altro brano eseguito. N.B. Gaon Chart TOP 400 è stato visualizzabile a partire dal 3 Agosto 2016 fino al 12 Ottobre 2016 per tutti i tipi di utenti. | |                          |                                |                                          |                                                  |

### Voices of KOREA/JAPAN
| Anno | Informazioni | Track List |
| ---- | --- | --- |
| 2002 | Let's Get Together Now - Rilascio: - JAP =13 Marzo 2002 - KOR =22 Aprile 2002 - Vendite: - JAP =200.000+ - KOR =57.463+ | 1. Let's Get Together Now (JAPAN ver.) 2. Let's Get Together Now (KOREA ver.) 3. Let's Get Together Now (JAPAN ver.) (Instrumental) 4. Let's Get Together Now (KOREA ver.) (Instrumental) |

### Video musicali
| Anno          | Titolo                                                               | Informazioni                                              | Informazioni              |
| Anno          | Titolo                                                               | Singolo                                                   | Album                     |
| Corea del sud | Corea del sud                                                        | Corea del sud                                             | Corea del sud             |
| ------------- | -------------------------------------------------------------------- | --------------------------------------------------------- | ------------------------- |
| 1998          | 나의 하루 (My Day)                                                   |                                                           | Piece                     |
| 1999          | 몽중인 (夢中人) (Crazy People)                                       | A Second Helping                                          |                           |
| 2000          | You Mean Everything To Me                                            | Naturally                                                 |                           |
| 2001          | 마지막 시간                                                          | Forever/Lena Park Forever                                 |                           |
| 2001          | One Summer Night 97`                                                 | Forever/Lena Park Forever                                 |                           |
| 2002          | 상사병 (Plastic Flower)                                              | Op.4                                                      |                           |
| 2002          | 꿈에 (In Dreams)                                                     | Op.4                                                      |                           |
| 2005          | 달 (Moon)                                                            | On&On                                                     |                           |
| 2005          | 미아 (Lost Child)                                                    | On&On                                                     |                           |
| 2006          | 위태로운 이야기 (Precarious Story)                                   | 위태로운 이야기 caramel                                   |                           |
| 2008          | No Break (con Crown J)                                               | No Break (Digitale)                                       |                           |
| 2008          | Without You (No Break Pop ver.)                                      | No Break (Digitale)                                       |                           |
| 2008          | Winter Kiss (feat. Baek Chan degli 8Eight)                           | Winter Kiss (Digitale)                                    |                           |
| 2009          | 눈물이 주룩주룩 (Tears Are Pouring)                                  |                                                           | 10 Ways To Say I Love You |
| 2011          | Mermaid (인어공주) (R&B ver.) Lena Park & Lee Young-Hyeon & So-hyang | Diva Project: Mermaid                                     |                           |
| 2011          | 꿈의 겨울 (Winter Dream; con Kim Yuna)                               | 꿈의 겨울 (Digitale)                                      |                           |
| 2011          | 사람, 사랑 (Human, Love; con Kim Bom-soo)                            | Hwang Project Vol.2 (Digitale)                            |                           |
| 2012          | 도착 (Arrivee; con Yoon Jong-shin)                                   | 2012 월간 윤종신 5월호                                    |                           |
| 2012          | 미안해 (Im Sorry)                                                    |                                                           | Parallax                  |
| 2012          | 지금 이 순간 (Con Kim Jo han)                                        | 지금 이 순간 (Digitale)                                   |                           |
| 2012          | 하얀 겨울 (White Winter; Con Kim Bom-soo)                            | 하얀 겨울 (Digitale)                                      |                           |
| 2012          | Peace Song (부제 : 그곳으로)                                         | 2012 서울 핵안보정상회의 Official Album (Digitale/Gratis) |                           |
| 2012          | Peace Song (부제 : 그곳으로;English ver.)                            | 2012 서울 핵안보정상회의 Official Album (Digitale/Gratis) |                           |
| 2013          | 아틀란티스 소녀 (Atlantis Girl)                                      | 황성제 Project 슈퍼히어로 1st Line Up (Digitale)          |                           |
| 2014          | Double Kiss                                                          | 싱크로퓨전 (Syncrofusion)                                 |                           |
| 2014          | 달아요 (Sweet) (Brand New Mix) (feat. Verbal Jint)                   | 싱크로퓨전 (Syncrofusion) 2nd Lena Park + Brand New Music |                           |
| 2015          | 날 닮은 그대 (con Ruvin)                                             | 날 닮은 그대                                              | 하늘과 닿은 마을          |
| 2015          | 네일 했어 (Hello;Primary ft.Lena Park)                               |                                                           | 2                         |
| 2017          | 연애중 (Courting)                                                    | 연애중 (Digitale)                                         | The Wonder                |
| 2018          | The End                                                              | The Wonder 2nd DS (Digitale)                              | The Wonder                |
| 2019          | 대한이 살았다 (Prayer)                                               | 대한이 살았다 (Prayer) (Digitale/Gratis)                  |                           |
| 2022          | 다시 겨울이야 (Another Winter)                                       | 다시 겨울이야 (Digitale)                                  |                           |
| 2022          | 말 한 마디 (Words Unsaid)                                            | 말 한 마디 (Digitale)                                     |                           |
| Giappone      |                                                                      |                                                           |                           |
| 2004          | Fall In Love (Japanese Ver.)                                         | Fall In Love                                              | Another Piece             |
| 2004          | In Dreams (꿈에)                                                     | Fall In Love                                              | Another Piece             |
| 2004          | Plastic Flower (상사병)                                              |                                                           | Another Piece             |
| 2005          | サンクチュアリ (Sanctuary;미아)                                      | Sanctuary                                                 | Cosmorama                 |
| 2006          | すべてのものにあなたを思う (Subete no Mono ni Anata wo Omou)         | すべてのものにあなたを思う                                | Cosmorama                 |
| 2006          | Gold                                                                 | Gold                                                      | Cosmorama                 |
| 2006          | The Gold Within (Gold English single ver.)                           | Gold                                                      | Cosmorama                 |
| 2006          | 愛のジェラシー (Ai no Jealousy)                                      | 愛のジェラシー                                            |                           |

## Riconoscimenti
Mnet Asian Music Awards
| Anno | Categoria            | Lavoro                          | Risultato       |
| ---- | -------------------- | ------------------------------- | --------------- |
| 1999 | Best Female Artist   | "A Person in My Dream" (몽중인) | Candidato/a     |
| 2002 | Best R&B Performance | "In Dreams" (꿈에)              | Vincitore/trice |
| 2005 | Best R&B Performance | "Dal" (날)                      | Candidato/a     |

Melon Music Awards
Il Melon Music Awards è un importante spettacolo musicale di premiazioni che si tiene ogni anno in Corea del Sud. È noto per il solo calcolo delle vendite digitali e dei voti online per giudicare i vincitori.
| Anno | Categoria        | Lavoro                            | Risultato       |
| ---- | ---------------- | --------------------------------- | --------------- |
| 2011 | TOP 10 Artists   |                                   | Vincitore/trice |
| 2015 | Best Rap/Hip-Hop | "SsSs" (싱숭생숭) con Dynamic Duo | Candidato/a     |

Altro
- Febbraio 1989 - Downey Way Outer Broadway Talent Contest (Grand Prize)
- 1993 - GBC (Grand Prize)
- Gennaio 1994 - IMTA Conference (Singing Prize Award, Best Popular Commercial)
- Giugno 1994 - LA Classic Jazz Festival (Best Vocalist)
- 2002 - Quarta edizione Mnet Music Video Festival (Best R&B)
- 2002 - Tredicesima edizione SBS Seoul Gayo Daesang (Categoria R&B Special Prize)
- 2002 - Diciassettesima edizione Korea Video and Record Awards Golden Disk per "꿈에" (Categoria Popular Music Video Award Winners)
- 2011 - Quarta edizione Style Icon Award (Bonsang)
- 2011 - Terza edizione The Women of Time Award (Woman of the year)
- 2011 - Dodicesima edizione Korean National Assembly Award (Categoria Popular music of the year)
- 2011 - Undicesima edizione MBC Best Rating Award (Categoria Show Variety Special Prize)
- 2011 - Undicesima edizione MBC Best Rating Award (Categoria cantante Popularity Award)
- 2013 - Decima edizione Korean Music Award (Netizens chosen woman singer of the year)